# Черногория во Второй мировой войне
Черногория к началу Второй мировой войны не имела собственной государственности и входила в состав Королевства Югославия. По итогам раздела Югославии державами «оси» Италия аннексировала основную часть Черногорского Приморья — Боку Которскую, а на остальной территории, включая Санджак, установила с конца апреля 1941 года оккупационное управление.
Первоначально итальянские власти планировали создать марионеточное черногорское королевство, тесно связанное с Королевством Италия личной унией. Для этого 12 июля 1941 года собранный при покровительстве Италии так называемый Петровданский сабор принял подготовленную в Риме декларацию о восстановлении независимости Черногории и обращение к итальянскому королю с ходатайством о назначении регента. Однако итальянский план был навсегда отложен после начавшегося 13 июля народного восстания, возглавленного краевым комитетом КПЮ. В августе 1941 года превосходящие силы итальянских войск 9-й армии подавили восстание и установили контроль над большей частью страны. 3 октября 1941 года Бенито Муссолини учредил губернаторство Черногория в качестве военно-оккупационной административной единицы.
Вместе с тем подавление восстания не привело к ликвидации движения Сопротивления в Черногории. Оставшиеся повстанческие силы в течение осени/зимы 1941 года разделились на два враждебных движения: так называемое народно-освободительное под руководством КПЮ (НОД, партизаны, НОАЮ) и четническое равногорское (четники, ЮВуО), формально возглавляемое Драголюбом (Дражей) Михайловичем. Оба движения преследовали цель воссоздания Югославии, однако их видение нового государства было взаимоисключающим. КПЮ боролась за освобождение страны от оккупантов и завоевание власти с целью социально-политического переустройства Югославии по советскому образцу. Четники выступали под антикоммунистическими лозунгами за восстановление монархии. В результате с января 1942 года Черногория стала ареной вооружённой борьбы партизан с четниками, итальянскими оккупационными войсками и формированиями так называемых «зеленашей», черногорских националистов-сепаратистов. Непреодолимые антагонизмы между народно-освободительным и четническим движением обусловили коллаборационизм черногорских четников сначала с итальянскими оккупационными властями, а затем и с немецкими.
После капитуляции Италии в сентябре 1943 года около трети территории Черногории оккупировали немецкие войска, в то время как остальную её часть с конца сентября по конец октября 1943 года заняли партизаны. Большая освобождённая территория с центром в городе Колашин обеспечила партизанам новый приток бойцов. Состоявшаяся в Колашине 16 февраля 1944 года II сессия Земельного антифашистского веча народного освобождения (ЗАВНО) поддержала решения II сессии АВНОЮ о федеративном устройстве Югославского государства, а на III сессии ЗАВНО 13—15 июля 1944 года было преобразовано в Черногорскую антифашистскую скупщину народного освобождения (ЧАСНО) — высший законодательный и исполнительный орган Черногории. Летом 1944 года части НОАЮ сорвали попытку немецких оккупантов уничтожить партизан в северо-западной части Черногории. Операции НОАЮ по освобождению Черногории начались осенью 1944 года и завершились в начале января 1945 года взятием города Биело-Поле.
За время войны в Черногории погибло, в том числе было убито оккупантами, от 37 тысяч до 40,5 тысяч человек, что составляет около 10 % населения края по состоянию на 1941 год. Ещё 26 тысяч человек стали инвалидами войны. В тюрьмах и концлагерях побывало 95 тысяч человек. По данным государственной статистики, 32 % населения Черногории считались жертвами войны и оккупационного террора.

## Предыстория

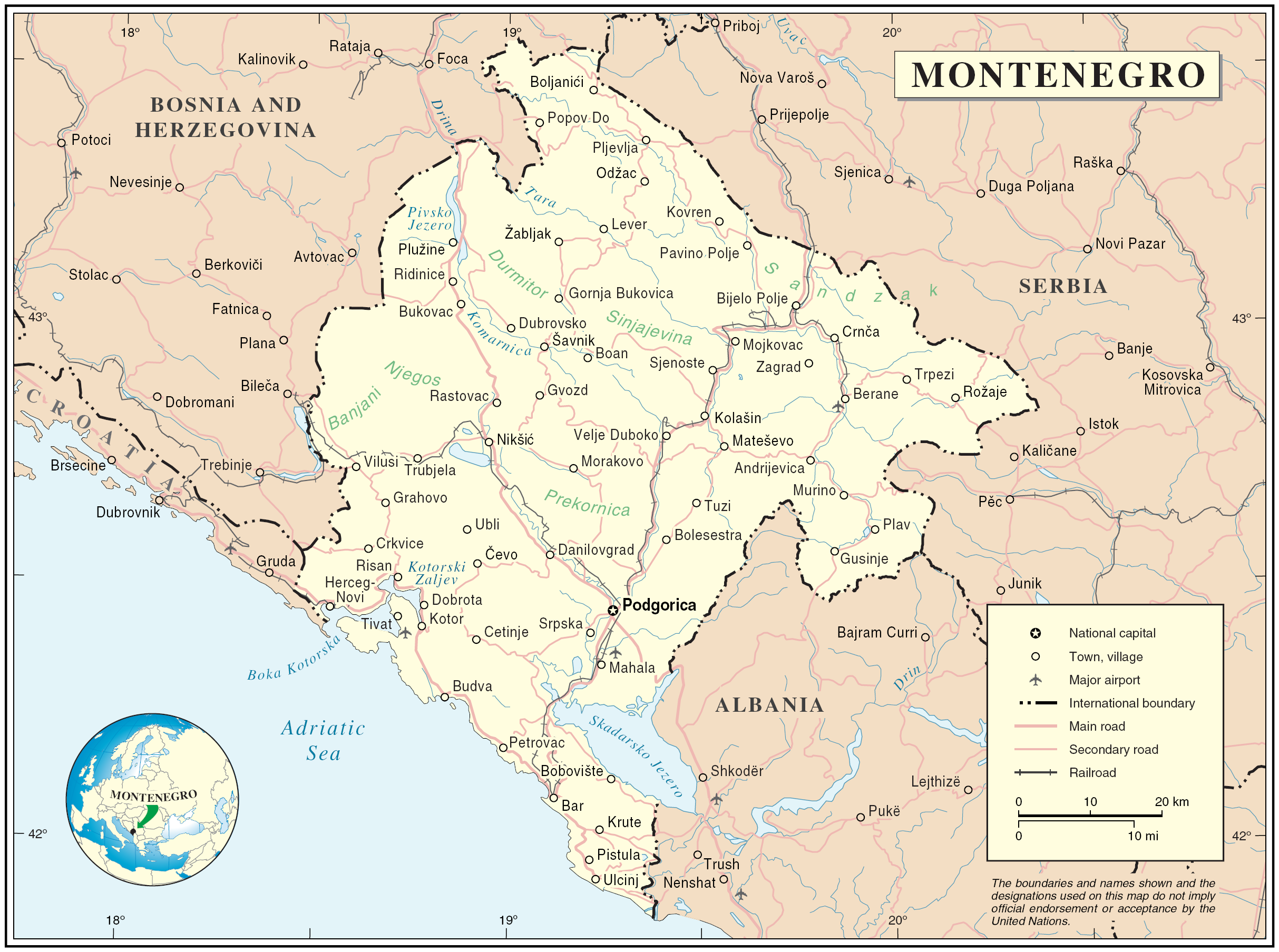
Черногория. Современная карта

По итогам Первой мировой войны Черногория утратила свою независимость и с 1918 по 1941 год являлялась частью Королевства Югославия (до 4 октября 1929 года называлось Королевством сербов, хорватов и словенцев). В переписи 1919 года термин «черногорцы» отсутствовал, а население Черногории было определено как сербы. В то же время национальное самоопределение черногорцев было неоднозначным: одни считали себя частью сербской нации, другие — отдельной нацией, хотя и тесно связанной с сербами. Соответственно черногорская политическая арена характеризовалась существованием двух противоборствующих лагерей: т. н. «белашей» (сторонников объединения с Сербией) и «зеленашей» (сторонников восстановления государственной независимости Черногории). «Белаши» не сформировали собственную политическую организацию и входили в состав сербских политических партий. «Зеленашам» создавать политические партии не разрешалось, однако в парламентских выборах 1923 года приняла участие Черногорская федералистская партия (ЦФС), чья программа была нацелена на создание автономной Черногории в составе Королевства СХС и признание черногорской нации равноправной, наряду с хорватской, сербской и словенской. С этого времени федералисты стали самой важной политической силой на территории Черногории. В конце 1920-х годов федералистская партия начала раскалываться на три потока. Первый составляли сторонники восстановления черногорской государственности. Второй, более многочисленный — состоял из сторонников федерализации Югославии. Третий, наименьший, но наиболее радикальный, проповедовал открытую вооружённую борьбу за создание независимого черногорского государства и возглавлялся Секулой Дрлевичем. После установления 6 января 1929 года диктатуры короля Александра деятельность всех национальных партий была запрещена. Большинство руководства и членов федералистской партии присоединились к провластной партии — Югославянскому радикальному объединению (ЮРО).
Ещё одним элементом политической сцены Черногории был Главный комитет объединения четников (хорв. Glavni odbor udruženja četnika za područje Crne Gore), сформированный в Никшиче 1 декабря 1920 года при поддержке влиятельных политиков из числа «белашей». Четники не признавали существование черногорской нации, а их ориентация была исключительно сербско-националистической. Эта организация стала главным пропагандистом идеи создания Великой Сербии и продвигала на территории Черногории идею единства сербского и черногорского народов.
После прихода к власти в Италии Бенито Муссолини фашистский режим начал проявлять возрастающий интерес к территории Юго-Восточной Европы, в том числе Югославии. Вторжение войск Италии в Албанию и её аннексия в апреле 1939 года послужили усилению сепаратистских устремлений на территории Черногории. С созданием Бановины Хорватия в августе 1939 года черногорские федералистские круги развернули политическую кампания за реорганизацию Зетской бановины, в которую тогда входила черногорская территория, в автономную административную единицу — Бановину Черногория. Политическая обстановка в Черногории была напряжённой, разногласия между федералистами и сторонниками единства с Сербией укоренились, однако формирование отдельной политико-территориальной единицы до нападения держав «оси» на Югославию не было возможным. Таким образом накануне вторжения сил «оси» в Югославию в апреле 1941 года внутри Черногории, по определению историка Кеннета Моррисона, «линия фронта уже была намечена».

## 1941 год

### Раздел Югославии Германией и её союзниками. Оккупация Черногории войсками Италии
В ходе так называемой Апрельской войны Черногорию к 17 апреля 1941 года оккупировали немецкие войска. Ещё до окончания боевых действий в Югославии нацистское руководство в Германии и фашистское в Италии приступили к разделу югославской территории. При этом обе стороны руководствовались разными мотивами. Нацисты стремились обеспечить свои политические, военные и экономические цели на Балканах. Они включали ликвидацию Версальского порядка, контроль над транспортными путями и обеспечение доступа к необходимым для войны экономическим ресурсам региона, а также предотвращение высадки сил западных союзников. Фашисты рассматривали Юго-восточную Европу как собственную историческую сферу влияния и часть среды обитания Италии (итал. spazio vitale), простиравшуюся от Адриатики до Африки и Ближнего Востока. В этой связи план Муссолини в отношении Черногории заключался в её присоеденении к Италии с особым статусом (вассальным — по определению историка Карло Ружичич-Кесслера).

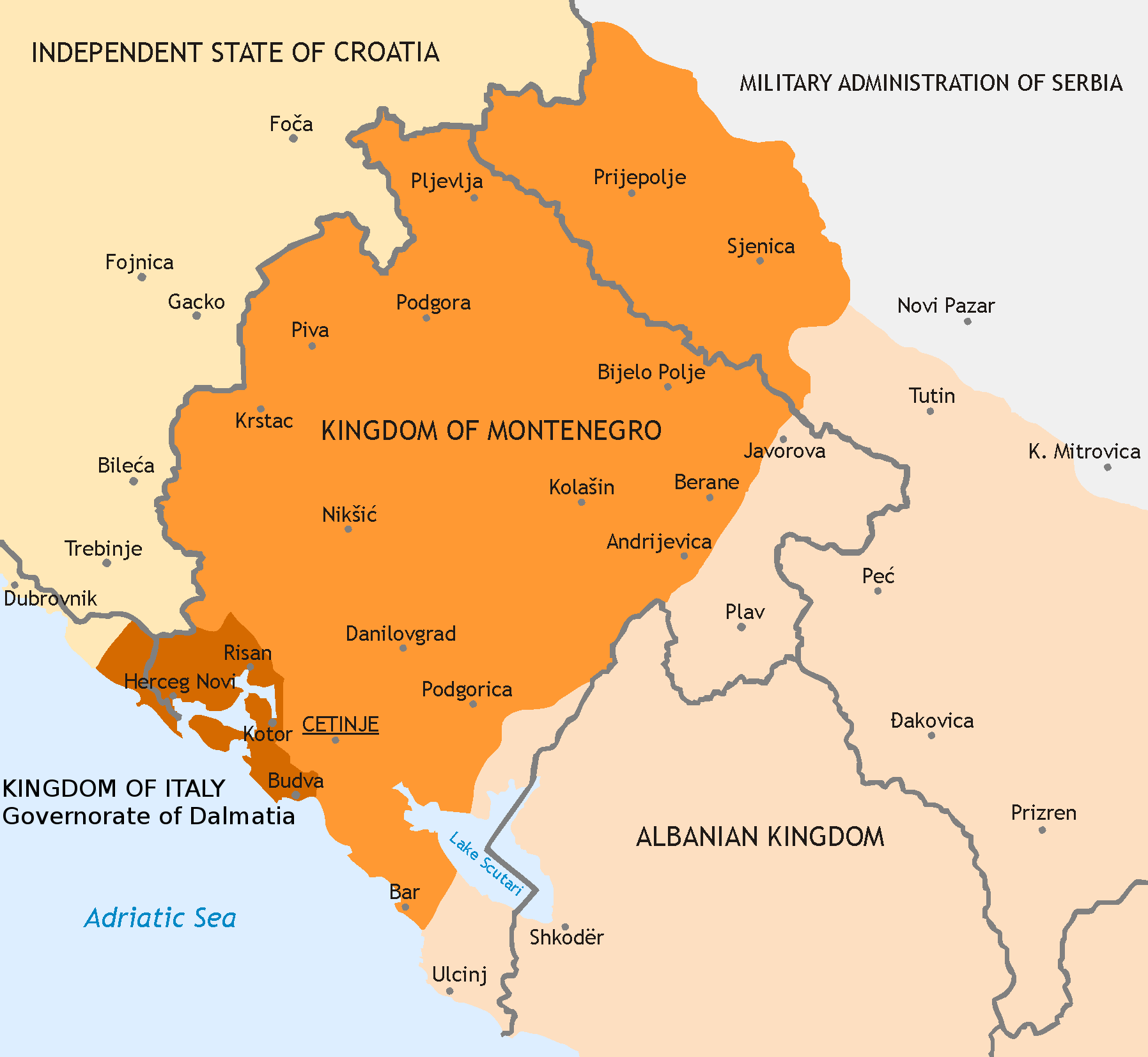
Территория Черногории после раздела Королевства Югославия (выделена оранжевым цветом) в сравнении с современными границами

На Венской конференции министров иностранных дел Германии и Италии 21—22 апреля 1941 года решение черногорского вопроса было отведено исключительно Италии. Венские соглашения предусматривали будущий статус Черногории как полунезависимого государства, объединённого с Италией политическими и конституционными узами. 25 апреля 1941 года германские войска покинули черногорские земли, а их оккупацию переняли на себя войска Италии.
По итогам раздела югославских земель Италия анексировала большую часть Черногорского Приморья, включая Боку Которскую, а Улцинь, Плав, Гусине и Рожае вместе с прилегающими территориями передала своему протекторату «Великой Албании». В качестве компенсации территорию Черногории дополнили Санджаком. По заключению Ружичич-Кесслера, санджакские земли «не компенсировали остальных потерь ни территориально, ни экономически».

### Установление оккупационной власти и планы создания «независимой» черногорской державы
Нападение Германии и её союзников на Югославию, а также провозглашение усташами Независимого государства Хорватия подтолкнули черногорских сепаратистов к активным действиям. Группа ведущих деятелей ЦФС приветствовала итальянские войска как «освободителей» от имени Комитета освобождения Черногории. Одними из первых установили контакт с итальянцами генеральный секретарь ЦФС Душан Вучинич и член руководства Йово Попович. Они взяли на себя управление Цетинской общиной. Вместе с тем у комитета освобождения в стране традиционно сильных клановых традиций, где главы кланов диктовали политику на местном и региональном уровне, не было шансов быть услышанным. Поэтому вместо него сформировали Временный административный комитет (ВАК), который перенял власть в бановине. 19 апреля 1941 года в Цетине вышел первый номер газеты «Глас Црногорца» с лозунгом черногорских сепаратистов «Да здравствует свободная Черногория», а 24 апреля возобновился выпуск газеты «Подгоричка Зета» — неофициального печатного органа федералистской партии. В её редакционной статье «Черногорский народ, счастливая свободная Черногория» одобрялись сепаратистские действия в некоторых югославских землях, называемые «самоспасением».
В свою очередь итальянская оккупация Черногории сопровождалась пропагандой об освободительной миссии Италии и восстановлении черногорской государственности. ВАК, который, как провозглашалось, исполнял роль бановинской власти до формирования временного правительства, был вскоре преобразован во Временный черногорский административный комитет, должный представлять временное правительство. По замыслу сепаратистской части руководства ЦФС, в состав комитета должны были войти представители политических партий и деятели, не имевшие отношения к Великой Сербии. В окончательном варианте председателем комитета стал Йово Попович. Таким образом, сепаратисты с помощью оккупантов устранили югославскую административную власть в Зетской Бановине и сформировали квислинговскую власть в Черногории. Временный черногорский административный комитет в Цетине подчинялся командующему итальянской дивизией «Мессина», а его местные комитеты во внутренних районах страны подчинялись оккупационным военным командованиям, созданым почти одновременно с комитетами сепаратистов. Вместе с тем влияние сепаратистов распространялось не на всё население страны, а в северных и северо-восточных районах Черногории ЦФС не имела никакого влияния. Исключением в некоторой степени являлись только Андриевица и Биело-Поле.
Черногорские федералисты, сторонники независимости, приняли сотрудничество с итальянцами в условиях военной оккупации, рассматривая её как временную ситуацию, и преследовали цель стать носителями суверенной власти в стране. Однако, по заключению историка Новака Аджича, «это было из области политической фантастики». Комитет, не имевший авторитета и поддержки народа, чья деятельность среди черногорцев уже квалифицировалась как измена, существовал недолго. 28 апреля 1941 года управление территорией Черногории было передано Высшему гражданскому комиссару (итал. L’alto commissario per il Montenegro), сотруднику Министерства иностранных дел Италии Серафино Маццолини. Он был прикреплён к госсекретариату по Албании в министерстве иностранных дел, располагался в Цетине и подчинялся по вопросам безопасности командованию итальянской 9-й армии, дислоцированной в Албании. Маццолини приступил к выполнению своей миссии 30 апреля, прибыв в Цетине с заранее подготовленным планом по созданию оккупационной гражданской власти и подготовке почвы для провозглашения «независимой» Черногории под итальянским протекторатом. С собой Маццолини привёл канцелярский персонал министерства иностранных дел. В его распоряжении был один батальон королевских карабинеров, разведчики дислоцированной в Цетине дивизии, а также, на ограниченное время, личный состав «1-го отделения Албании». 5 мая 1941 года Маццолини распустил Временный черногорский административный комитет, а всё его имущество передал своему Высшему гражданскому комиссариату. Вместе с тем, учитывая большое количество противников квислинговской власти, приказ о роспуске ВАК предусматривал сохранение судебных и других чиновников старого правительства Королевства Югославия, за исключением некоторых «неугодных» лиц. 18 мая 1941 года Маццолини назначил Совещательный совет (серб. Савјетодавно вијеће Црногораца — Соnsulta/Консульта) в составе 6 членов. Этот орган не имел какого-либо решающего влияния, а право изменять состав принадлежало Маццолини. Комиссариат принял меры по установлению гражданской власти Италии во внутренних районах. В этих целях в период с 6 мая по 15 июня были назначены гражданские комиссары-делегаты, которым поручалось управление гражданской администрацией во всех районных городах.
В первые три месяца оккупации итальянцы перебирали разные варианты организации управления Черногорией под эгидой Рима с участием местных сепаратистов. В мае 1941 года был рассмотрен вариант с преемником короля Черногории в лице принца Михайлы из династии Петровичей-Негошей. Однако кандидат отверг предложение, отметив, что для него не существует черногорской нации, а идея создания черногорского государства равнозначна идее восстановления Неаполитанского королевства или Генуэзской республики. Кандидатура королевы Елены была отвергнута самим королём Виктором Эммануилом III, а князя Николая Романовича Романова — его отцом Романом Петровичем. Таким образом никто из дома Петровичей-Негошей не дал согласия занять королевский трон. В итоге режим Муссолини санкционировал созыв 12 июля 1941 года так называемого черногорского сабора (Петровданский сабор), составленного из числа сепаратистских деятелей, принятие на нём подготовленной в Риме декларации об отмене решений Подгорицкой скупщины 1918 года об объединении Черногории с Сербией, провозглашении восстановления независимой Черногории и обращении к итальянскому королю с ходатайством о назначении регента.
Действия итальянского управления в Черногории в период до проведения Петровданского сабора были продиктованы стремлением добиться при поддержке «зеленашей» из ЦФС хотя бы пассивного согласия большинства населения на включение страны в планируемую итальянскую империю (нем. Herrschaftsbereich). Согласно историку Клаусу Шмидеру, военное присутствие было сведено к абсолютному минимуму, чиновники и жандармы несуществующего югославского государства оставались на своих постах, а население щедро снабжалось продовольствием. Не было даже никаких репрессивных мер против действующей в подполье Коммунистической партии Югославии (КПЮ), которая по отношению к населению была представлена здесь больше, чем в любой другой части страны. Спокойная обстановка первых трёх месяцев оккупации даже позволила осуществить многодневный визит в страну короля Италии Виктора Эммануила III.
Однако настроения в общесте начали меняться по мере ухудшения экономической ситуации в стране. В народе ширились слухи о предстоящем создании личной унии с Италией, о планах новых территориальных переустройств за счёт Черногории в пользу НГХ и «Великой Албании». Как пишет историк Гай Трифкович, «все инакомыслящие, включая националистов и членов довоенной элиты, стекались к коммунистам, единственным людям, которые, казалось, знали, что они делают. Влияние КПЮ среди масс было сильным, несмотря на то, что Черногория представляла собой глубоко патриархальное общество».

### Обстановка в лагере черногорских сепаратистов
Черногорские сепаратисты/федералисты не были однородной политической группой. Согласно Моррисону, они составляли две «явные фракции: одну возглавлял Крсто Попович, другую — Секула Дрлевич». Их различал подход к вопросу о форме будущего черногорского государства. Попович и его сторонники стремились к созданию независимой Черногории, но оставляли открытой возможность присоединения к будущей югославской федерации. Они пользовались поддержкой в Старой Черногории и опирались на членов Черногорской федералистской партии и значительное количество бывших членов черногорской армии, эмигрировавших в Италию после гражданской войны, вызванной Рождественским восстанием 1918 года. Фракция Поповича первоначально поддерживала многие итальянские инициативы, однако решение Италии аннексировать Боку Которскую и передать черногорские земли «Великой Албании» стало для них «горьким разочарованием». Как следствие, «зеленаши» Крсто Поповича отказывались признать провозглашение Италией черногорской «независимости». В отличие от них, федералисты Секулы Дрлевича отвергали восстановление Югославии в любой форме, выступали за независимую Черногорию и сотрудничество с итальянцами для достижения своих целей, а также стремились к партнёрству с оккупантами в борьбе с коммунистами и другими внутренними врагами.

### Обстановка накануне восстания
Наряду с постепенным изменением настроений в обществе, у оккупантов в Черногории была ещё одна значимая проблема — наличие оружия у гражданского населения. Как пишет Карло Ружичич-Кесслер, «опасность вооружённого восстания была очевидна с самого начала». Летом 1941 года итальянские военные обходили сёла, чтобы побудить население сдать оружие. Однако это имело «лишь умеренный успех». Угроза восстания в Черногории усилилась с нападением Германии и её союзников на СССР. 29 июня в 9-й итальянской армии отмечали, что «участие СССР в конфликте сняло завесу безразличия» с народа и теперь «истинные чувства населения» стали очевидными. Итальянское руководство и до этого не упускало из виду потенциальные угрозы в Черногории. Район был труднодоступен, а возможности укрыться для «повстанцев» были огромными. С учётом возможного развития негативных событий, уже на раннем этапе оккупации принимались меры по контролю черногорской территории, включающие разъяснение ответственности за невыполнение распоряжений властей и административные правонарушения, запрет на предоставление убежища беглым и любым другим лицам, разыскиваемым полицией, а также несдачу передающих устройств. Была ограничена свобода передвижения населения, а с 22:30 часов 4 мая действовал комендантский час. Ввиду недоверия со стороны оккупантов была уволена большая часть югославских должностных лиц, включая начальника полиции и большинство его руководящих сотрудников. По этой причине, как отмечал министр иностранных дел Чиано, «осталось лишь несколько малопригодных для использования элементов». Таким образом итальянская оккупационная власть в Черногории зависела от сил безопасности, расположенных за её пределами, а комплектование соответствующего аппарата в Черногории занимало больше времени, чем ожидалось.

### Движение Сопротивления
Антиоккупационную силу на территории Черногории представляла находившаяся на нелегальном положении КПЮ, которая не приняла капитуляцию Югославии и не признала раздел страны нацистской Германией и её союзниками. На совещании членов Политбюро КПЮ в Загребе 10 апреля 1941 года было решено отправить членов ЦК в Боснию, Черногорию, Сербию и Словению, чтобы готовить там восстание против оккупантов. В соответствии с генеральной линией КПЮ, черногорская краевая партийная организация провела в селе Веле-Брдо вблизи Подгорицы 24 апреля 1941 года расширенное заседание, на котором было решено немедленно начать подготовку к вооружённой борьбе против оккупантов. С этой целью создали Комиссию по сбору оружия и другого военного снаряжения, которую возглавил организационный секретарь крайкома Блажо Йованович. Вслед за этим сформировали военные комиссии при местных комитетах партии. Так как члены гражданских партий в основном придерживались переданных Радио Лондона посланий югославского эмигрантского правительства о преждевременности открытых выступлений и необходимости дождаться их сигналов о начале борьбы, черногорский крайком уделял особое внимание офицерам югославской королевской армии, которых насчитывалось около четырёхсот человек. В отличие от гражданских политиков, значительное количество офицеров пошло на сотрудничество с коммунистами. В районах, где число таких офицеров было выше, их принимали в партийные военные комитеты и привлекали к руководству подготовкой к военным действиям. Так, на территории Колашинского окружного комитета КПЮ в военном комитете Беранского района (серб. срез, котар состояли два офицера, а с началом Июльского восстания их пополнили ещё трое. Наиболее выделялся из них капитан первого класса Павле Джуришич. В состав военного комитета Андриевицкого района входили 6 офицеров, в том числе майор генерального штаба Джёрджие Лашич.
Условия для подготовки восстания и формирования боевых групп черногорского коммунистического Сопротивления были благоприятными. В маленьком крае парторганизация была сравнима по численности членов с гораздо более густонаселённой и урбанизированной Сербией: 1800 по сравнению с 2500 (в 1941 году, без учёта кандидатов в члены партии). Их дополняли около 3000 членов комсомольских организаций (сокр. SKOJ/СКОЙ, скоевцы). Коммунисты и скоевцы представляли собой значительную политическую группу как по численности, так и по влиянию среди народа. Военными комитетами было подготовлено 287 боевых групп, насчитывавших более 6000 членов, в основном коммунистов и скоевцев.

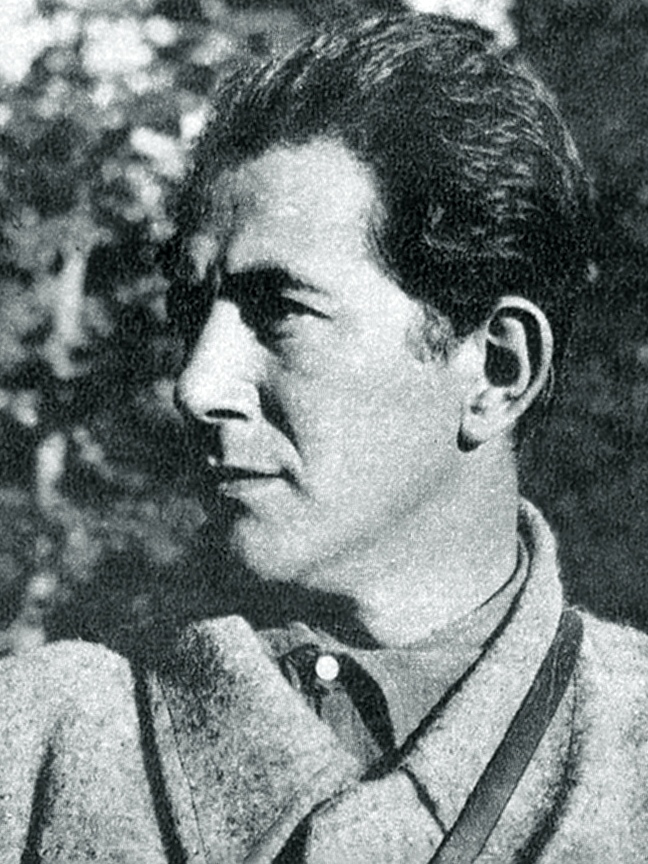
Милован Джилас, 1942

4 июля 1941 года Политбюро ЦК КПЮ приняло решение о переходе к вооружённой борьбе против оккупантов и коллаборационистов. Вместе с тем на состоявшемся в тот день заседании подробные указания относительно ведения войны не прорабатывались. Как отмечает историк Гай Трифкович, «главное было начать формировать партизанские группы на селе и как можно скорее отправить их в бой». Важным организационным итогом заседания стала отправка ряда высокопоставленных партийных работников в области Югославии для обеспечения беспрепятственного выполнения указаний сверху. Так, в Черногорию направили делегатом (делегатов ещё называли инструкторами) главного пропагандиста партии, черногорца Милована Джиласа. Ему надлежало «принять власть в своей родной Черногории». Вспоминая заседание Политбюро, сам Джилас отмечал, что тогда не было речи о «разработке плана» партизанских действий или создании свободных территорий. Акцент делалася только на диверсиях и партизанской войне. «Молодой, амбициозный и идеологически преданный коммунист» Джилас прибыл в Черногорию непосредственно перед Петровданским сабором. 8 июля 1941 года при его участии было проведено совещание актива крайкома компартии в населённом пункте Стиена-Пиперска. На нём согласовали меры по организации дальнейших действий, в том числе решили создать 4 окружных комитета КПЮ, назначили делегатов для их формирования и доведения до местных товарищей указаний крайкома. Сам краевой комитет располагался в Подгорицком районе. Об обстановке в Черногории накануне восстания Джилас вспоминал, что сразу почувствовал недовольство итальянскими оккупантами и их планами создать «независимое» черногорское государство. Даже некоторые из наиболее видных «зеленашей» отвергли всякое сотрудничество с итальянцами и объединились с коммунистами. Их противники «белаши» были пассивными или присоединились к коммунистам как сильнейшему антиоккупационному движению.

### Июльское восстание
Петровданский сабор состоялся 12 июля 1941 года в исторической столице Цетине и прошёл гладко. Однако, как пишет Клаус Шмидер, уже на следующий день (13 июля 1941 года) вся прилегающая к столице территория в радиусе 30 км была охвачена бунтом. Затишье первых трёх месяцев оккупации переросло в вооружённое восстание без всякого перехода ввиду накопившегося негодования народа, вызванного «новым порядком», отторжением черногорских территорий, бедственным положением беженцев из усташской НГХ и Косова, присоединённого к итальянской «Великой Албании». Смесь сдерживаемого негодования и слабого военного присутствия оккупантов привела не к постепенному росту, а к взрывной вспышке восстания, триггером которого стала «попытка Италии легализовать фактическую аннексию страны посредством её одобрения тщательно подобранным „черногорским сабором“». Небольшие размеры Черногории и её архаичная клановая социальная структура способствовали распространению восстания подобно «лесному пожару». Повстанцы «смели» телефонные и телеграфные столбы и мачты, жандармские посты и патрули карабинеров в сельской местности, а также вынудили «испуганных солдат дивизии „Мессина“» укрыться в городах. Большая часть территории перешла в руки восставших без боя из-за отсутствия итальянских войск. В то же время повстанцы блокировали крупные итальянские гарнизоны и приступили к уничтожению более мелких. С 17 по 22 июля под контролем итальянцев оставались только Подгорица, Цетине, Плевля, Никишич и прибрежные города. Остальные опорные пункты оккупантов капитулировали, включая гарнизоны с численностью до батальона в Беране и Даниловграде. Некоторые сдались после того, как провели несколько дней без воды под палящим июльским солнцем. Итальянцы не решались покидать укреплённые казармы даже большими группами из-за реальной угрозы быть уничтоженными со стороны повстанцев. Так, 15 июля у Кошчеле (сербохорв. Košćele) вблизи Цетине попала в засаду повстанцев и после трёх-дневного боя была в значительной степени разгромлена итальянская колонна, состоявшая из одного батальона пограничников и чернорубашечников (итал. Camicie nere — CCNN). По сообщению повстанцев, ими среди прочего были захвачены 48 пулемётов, четыре пушки и шесть миномётов. Три дня спустя в засаде возле Браичи на дороге из Будвы в Цетине оказался усиленный 108-й батальон чернорубашечников. После боя его потери составили 22 человек убитыми, 37 ранеными и 169 пропавшими без вести, а также 12 грузовиков и один танк. 

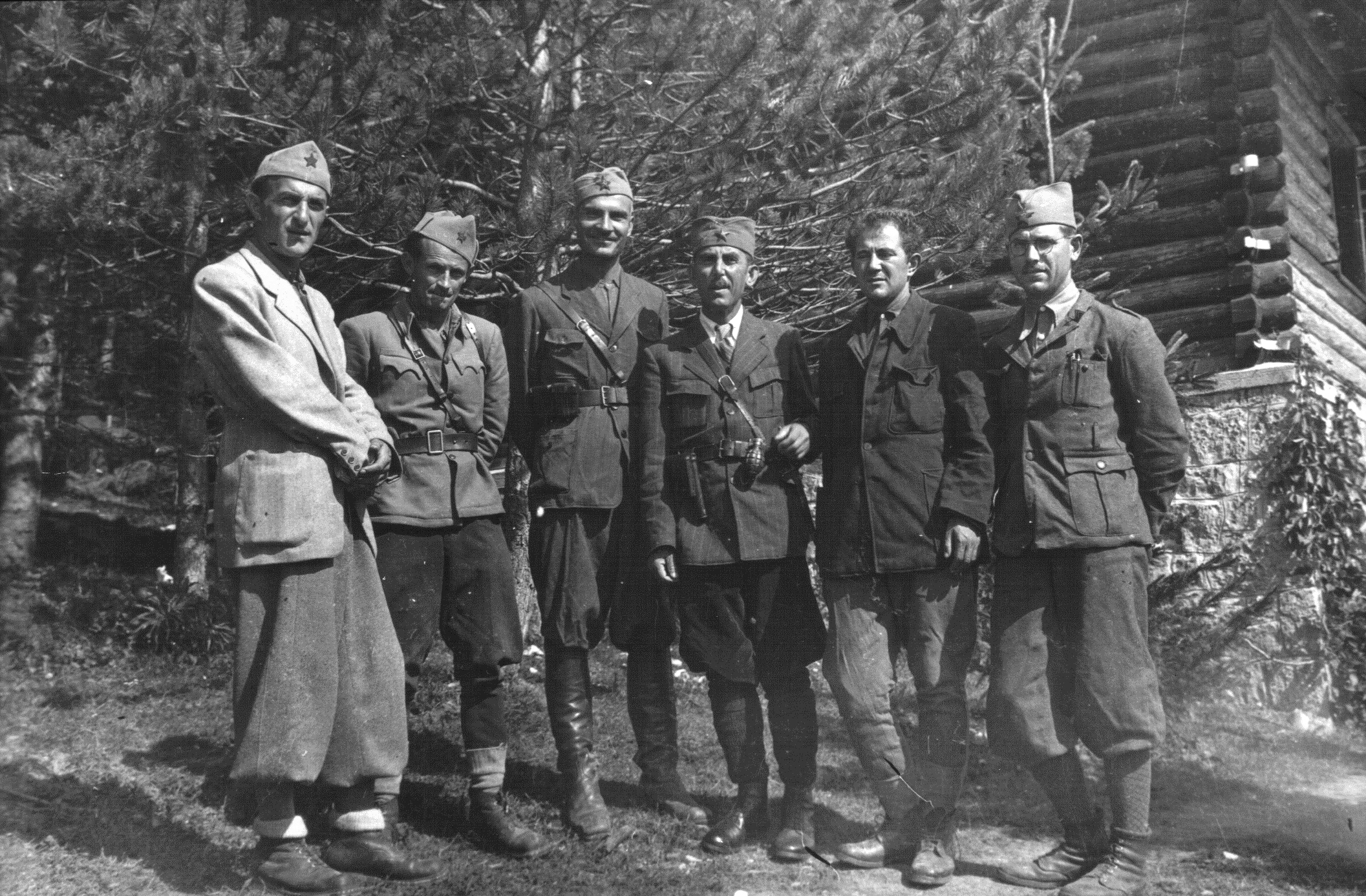
Арсо Йованович (третий слева), Милован Джилас (второй справа), 1 сентября 1942 года

 Так совпало, что воззвание ЦК КПЮ к народам Югославии о переходе к вооружённой борьбе с оккупантами было опубликовано 12 июля, однако неудержимая стихийность и общенародный характер восстания застал врасплох даже черногорское партийное руководство во главе с Милованом Джиласом и Мошей Пияде, пытавшееся следовать инструкциям ЦК КПЮ и поэтому оказавшееся в «непривычной роли тормозящего». Лишь с опозданием в несколько дней краевое партийное руководство безоговорочно присоединилось к восстанию.
Численность повстанцев достигала по разным данным от более 30 тысяч до около 32 тысяч человек при общей численности населения Черногории от около 389 тысяч до 417 тысяч человек. Для руководства этими силами краевой комитет КПЮ 18 июля 1941 года образовал Временное верховное командование национально-освободительных войск Черногории, Боки и Санджака (сербохорв. Privremena vrhovna komanda nacionalnooslobodilačkih trupa za Crnu Goru, Boku i Sandžak — PVK/ВВК). Его командиром стал делегат Главного штаба Народно-освободительных партизанских отрядов Югославии Милован Джилас, членами назначили троих представителей крайкома КПЮ: политического секретаря Божо Люмовича, Блажо Йовановича, Будо Томовича, а также двух офицеров Югославской армии: капитана генерального штаба первого класса Арсо Йовановича и полковника Байо Станишича. Таким образом из шести членов ВВК четверо были ведущими ветеранами КПЮ. Ещё один — Арсо Йованович — офицер генштаба, присоединившийся к коммунистическому Сопротивлению непосредственно перед началом восстания. Это закладывало возможность конфликтов, вызванных претензией коммунистов на лидерство, которые были отодвинуты на второй план итальянским контрнаступлением.

После провала политического эксперимента по включению Черногории в новую «Римскую империю» Муссолини упразднил 24 июля 1941 года должность гражданского комиссара и отозвал Маццолини, а руководство новым театром военных действий вверил командующему 9-й армией генерал-полковнику Алессандро Пирцио Бироли, наделив его всей полнотой военной и гражданской власти. Подавление восстания и реоккупация Черногории были поручены командиру 14-го армейского корпуса генералу Луиджи Ментасти. Для операции против повстанцев задействовались пехотные дивизии «Венеция», «Таро», «Марке», оставшиеся части дивизии «Мессина», а также горнопехотные дивизии (ГПД): 5-я альпийская дивизия «Пустерия», 22-я («Каччиатори делле Альпи») и 38-я («Апулия»). Кроме них к операции привлекли албанские вспомогательные части. Общая численность оперативной группы войск под командованием 14-го корпуса с учётом албанских вспомогательных подразделений составила около 70 тысяч человек. Военное превосходство итальянских войск, наступающих из Албании, Косова и Герцеговины, в сочетании с депортациями, захватом заложников, сожжением имущества и смертными приговорами оказали разрушительное воздействие на моральный дух повстанцев. 

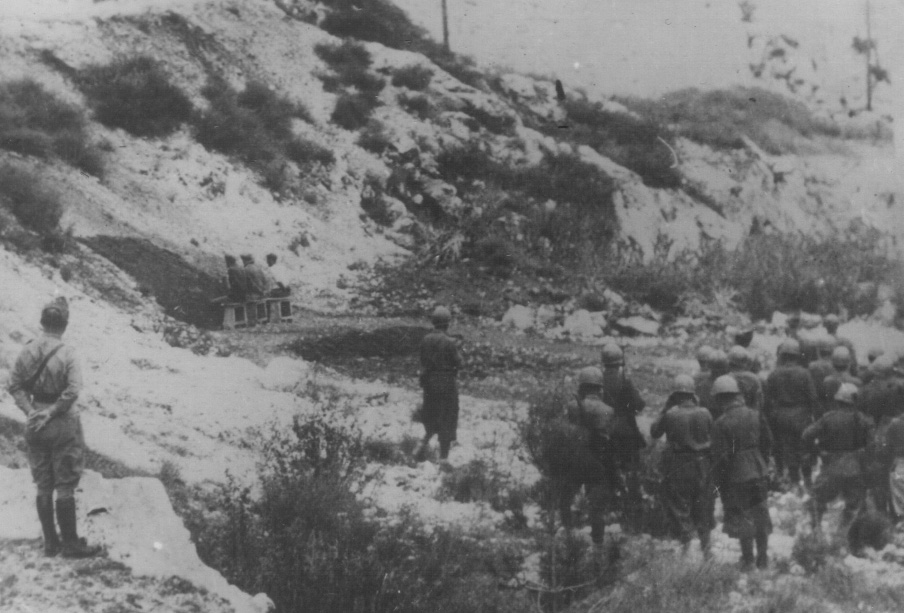
Итальянцы расстреливают черногорских повстанцев

Некоторые из них сдались в обмен на амнистию, большинство же разошлось по домам. К середине августа итальянская армия, преодолевая в основном спорадическое сопротивление, вновь оккупировала практически всю страну. Итогом восстания стала гибель около 5000 черногорцев, ещё 7000 были ранены, а 10 тысяч депортированы в концентрационные лагеря. Оккупанты сожгли множество сёл. Потери итальянской армии составили 1079 человек убитыми и ранеными.

### Политика итальянских оккупантов после подавления Июльского восстания
3 октября решением Муссолини было создано губернаторство Черногория в качестве военно-оккупационной единицы, а Пирцио Бироли дуче назначил военным губернатором. В его руках сосредоточивалась вся военная и гражданская власть. Одной из первых мер губернатора Бироли стал роспуск объявленного членами Консульты 5 августа 1941 года так называемого Комитета независимости Черногории (серб. Комитет за независност Црне Горе), задуманного ими как орган временной власти, а также высылка из страны двух главных членов комитета: Йово Поповича и Секулы Дрлевича. На этом идея создания гражданского правительства страны и образования личной унии с итальянским королевством окончательно потерпела крах. Теперь власть Бироли опиралась на военно-оккупационный контингент численностью до 100 тысяч человек, что составляло соотношение 1 солдат на 3 черногорских жителя.

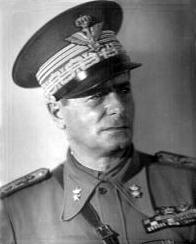
Генерал-полковник Алессандро Пирцио Бироли

Пирцио Бироли придерживался в отношении повстанцев жёсткой линии, считая это единственным способом приведения страны к повиновению. Вместе с тем, когда ситуация в крае после карательных экспедиций, расстрелов, сожжений имущества и интернирования большого количества населения в концентрационные лагеря на севере Албании пришла по его оценке к «умиротворению», Бироли призвал черногорцев к миру, объявил всеобщую амнистию, освободил интернированных и тех, кто подвергся преследованиям и пообещал терпимую оккупацию, если они откажутся от Сопротивления. Партизанам дали тридцать дней, чтобы сдать оружие и вернуться домой. В этой обстановке в Черногории на коммунистов из-за репрессий стали смотреть как на авантюристов, которые вели людей на смерть. По заключению черногорского историка Бобана Батричевича, это пробудило старые внутренние черногорские противоречия, которыми умело воспользовался Бироли. В отличие от Маццолини, опиравшегося на антисербские настроения сепаратистов-федералистов, Бироли увидел потенциал сотрудничества с черногорскими политиками и офицерами бывшей королевской армии, придерживающимися великосербской ориентации. Таким потенциалом был антикоммунизм. Оценивая партизан как наибольшую опасность, Бироли стремился включить все антикоммунистические силы, «белашей» и менее влиятельных черногорских сепаратистов-федералистов, в совместную борьбу против народно-освободительного движения. Со второй половины 1941 года Бироли приступил к работе над объединением этих двух противоположных черногорских политических сил, чтобы создать максимально сильный антикоммунистический фронт.
Восстановив гарнизоны во всех крупных городах и многих сёлах вдоль путей сообщения, оккупационные власти снова приступили к организации местного самоуправления. Несколько обновлённый югославский административный аппарат возглавили итальянские офицеры. Частично использовались также кадры прежней югославской полиции и жандармерии. При этом итальянцы не отвергли сепаратистов-федералистов, но кроме них стали устанавливать контакт с готовыми к сотрудничеству великосербскими гражданскими кругами. В результате их представители не только вошли в состав квислинговской администтрации, но и сформировали свои политические органы — так называемые национальные комитеты. Наряду с организацией квислинговской власти оккупанты создали в начале ноября 1941 года из местных лиц вооружённые отряды Добровольческой антикоммунистической милиции (итал. Milizia volontaria anticomunista — MVAC/МВАК) с функциями охраны коммуникаций и других объектов.
За примирительную политику Бироли подвергался критике, однако вскоре его позиция изменилась. 1 декабря 1942 года, после нападения партизан на Плевлю, Бироли отметил, что примирение не приводит к спокойствию. С этого момента сёла, подозреваемые в укрытии бунтовщиков, стали сжигать, а скот крестьян конфисковывать.

### Силы НОД после поражения восстания. Реорганизация и операция в Санджаке (август — декабрь 1941)
После повторной оккупации Черногории итальянскими войсками ряд повстанческих отрядов укрылся в лесах, но большинство рассеялось и смешалось с народом. Из-за опасения дальнейших репрессий в Черногории наступило временное затишье военной активности. Из-за предполагаемых ошибок Тито отозвал Джиласа в Ужице, а в Черногорию в конце октября отправил Ивана Милутиновича. Двухмесячный период относительного затишья в августе — сентябре сменился в октябре подъёмом вооружённой борьбы, переросшим к концу года в новое народное восстание.
Теперь Черногорское НОД сосредоточилось на партизанских действиях в духе инструкций Тито: минировании дорог, «вырубке» телефонных столбов, покушениях на коллаборационистов, представителей оккупационных властей и устройстве засад для оккупантов. Так, по сведениям Гая Трифковича, только в районе Котора за 20 дней ноября было зафиксировано 13 подобных партизанских действий. 18 октября у Елин-Дуба партизаны из засады уничтожили колонну из примерно 40 транспортных средств и захватили более 60 солдат противника, 26 ноября у Вилуси — 88 пленных, а у Подгорицы четыре дня спустя — 60 пленённых. В период с августа по ноябрь 1941 года была проведена реорганизация НОД и приняты меры для укрепления его сплочённости.
24 октября 1941 года из бывшего Штаба народно-освободительных герильских (партизанских) отрядов Черногории, Боки и Санджака создали Главный штаб народно-освободительных отрядов (НОПО) Черногории и Боки. В начале ноября командиром главного штаба назначили Ивана Милутиновича. Согласно решениям Политбюро ЦК КПЮ и Верховного штаба партизанских отрядов Югославии в Столице (теперь часть села Брштица, Сербия), оперативный район Санджака отделили от Черногории и вместе с санджакским штабом подчинили напрямую Верховному штабу НОПО. Вскоре штаб в Санджаке сменил название на Главный штаб НОПО Санджака (возглавлял штаб Владимир Кнежевич) и с 21 декабря 1941 года командовал партизанскими отрядами в своём крае, а до начала марта — только санджакскими подразделениями в районе между реками Лим и Увац. Прежняя «народная армия», представлявшая собой разрозненный конгломерат родственных и клановых рот, постепенно уступила место отрядам батальонного состава, построенным в соответствии с рекомендациями совещания в Столице, с чёткой системой командования и ядром преданных делу КПЮ бойцов в каждом подразделении. Партизанские силы свели в четыре отряда: Ловченский, Зетский, Дурмиторский и Комский (вскоре реорганизованные в шесть за счёт формирования Никшичского и отряда «Биели Павле») численностью около 4500 человек, не считая отдельных батальонов и территориальных подразделений.

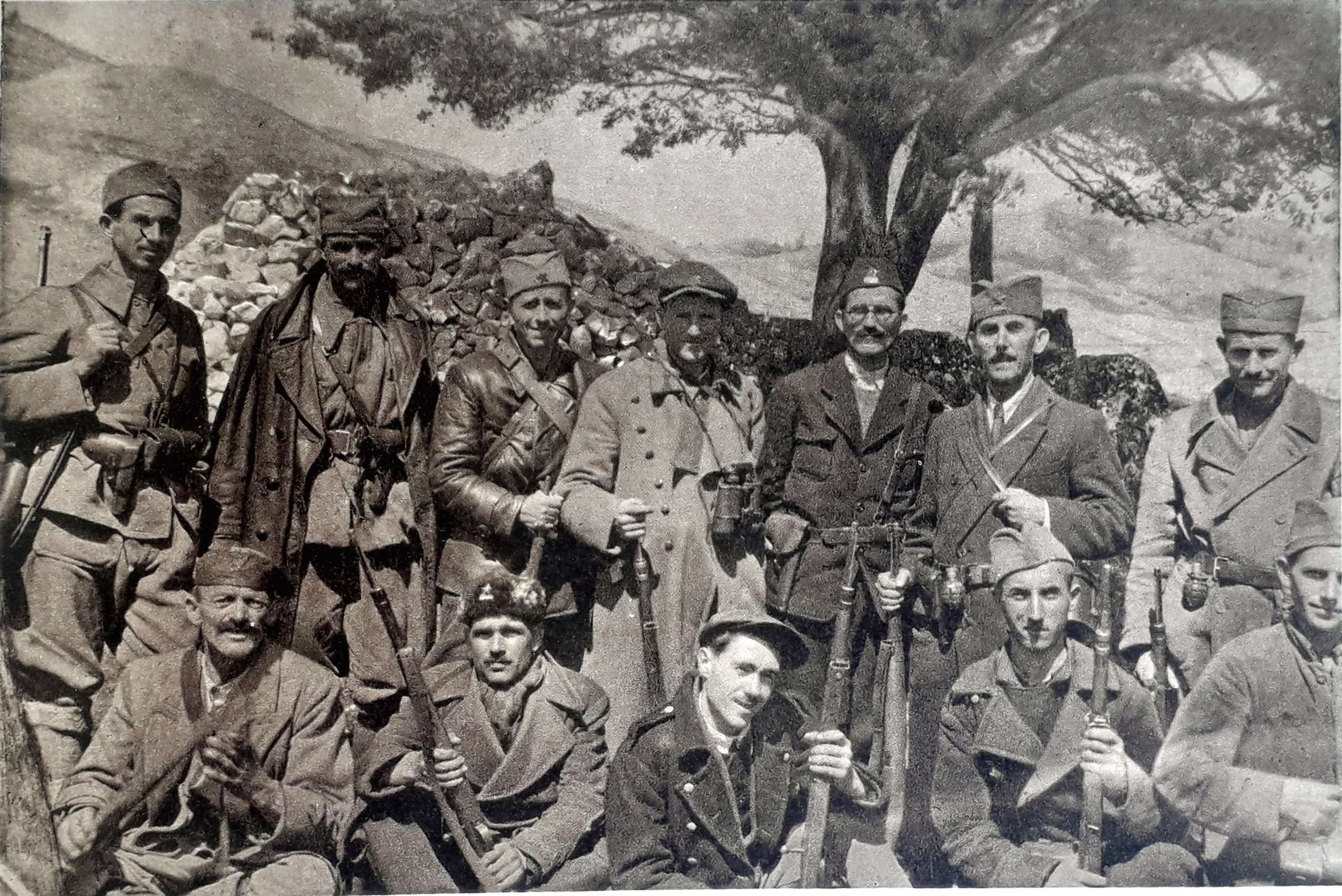
Группа бойцов и партизанских руководителей Черногории с делегатом ЦК КПЮ и Верховного штаба НОПО Югославии Иваном Милутиновичем (стоит третий справа), конец 1941 года

14 ноября 1941 года Главный штаб Черногории принял решение о создании Черногорского народно-освободительного партизанского отряда и проведении его силами наступления в Санджаке, центральным элементом которого было овладение крупным городом Плевля. Согласно замыслу, успех операции должен был обеспечить связь освобождённых территорий Черногории с Западной Сербией. Проводившаяся кампания по набору добровольцев по всей стране нашла положительный отклик у населения.
К 26 ноября девять батальонов Черногорского партизанского отряда численностью 3690 бойцов, вооружённых лёгким пехотным оружием, одной пушкой и шестью миномётами, собрались у подножия горы Дурмитор. Четыре дня спустя они заняли позиции в районе Плевли, а ранним утром 1 декабря атаковали город. Однако далее события пошли не по плану. Действия батальонов не координировались, велись без должной разведки и учёта состояния обороны противника, особенно его морального состояния. Городской гарнизон, состоявший из около 2000 солдат дивизии «Пустерия», оказал ожесточённое сопротивление. В итоге нападавшие были отброшены с большими потерями, составившими 203 убитых и 269 раненых. По оценке Гая Трифковича, бой за Плевлю стал одним из самых кровавых однодневных действий партизан за весь период до 1944 года. Весть о тяжёлых потерях у Плевли вызвала скорбь в Черногории и вынудила её Главный штаб выразить публичные соболезнования всей стране.
Провал операции в Плевле имел тяжёлые последствия. Отряд расформировали. Из первоначальной численности в 3690 человек около 670 (18 %) распределили по другим отрядам. Около 3000 человек разошлись по домам. Из них большая часть затем присоединилась к четникам. Партизанское движение в Черногории после Плевльского поражения охватила аппатия, на преодоление которой ушло много времени. Вместе с тем события у Плевли вызвали резкую критику со стороны противников партизан, которые назвали битву «бойней черногорской молодёжи». Ещё одним следствием Плевли явилось неожиданное враждебное отношение к НОД мусульманского населения, которое, восприняло акцию партизан как наступление сербов на Санджак и помогло итальянцам отбить партизанскую атаку. Такое отношение мусульман в сочетании с расправами оккупантов над мирным населением, неудачей партизан и их террором в отношении мнимых и реальных противников, вызвали усиление антикоммунистических настроений в народе. В ответ Краевой комитет КПЮ в Черногории, Боке и Санджаке потребовал 12 декабря 1941 года от областных, районных и местных комитетов и бюро «без колебаний и самым энергичным образом устранить всё, что в любой форме стоит на пути единства и солидарности народа в борьбе с оккупантом». С учётом сложной обстановки, вызванной «психозом» после неудачи в Плевле, крайком КПЮ указал Колашинскому комитету в письме от 20 декабря на необходимость круглосуточной работы в массах и «энергичной ликвидации пятой колонны». Итог деятельности колашинских коммунистов описывает Стеван Павлович: за сорок семь дней их власти в Колашине, в период с января по февраль 1942 года, партизаны убили около 300 из 6000 жителей города, а изувеченные трупы свалили в братские могилы, которые они назвали «собачьим кладбищем». Развязанный коммунистами террор не был локальным явлением или самостоятельными выходками отдельных лиц, а совершался по указанию «сверху». В результате массовых преступлений в отношении реальных и мнимых врагов народно-освободительного движения, названных впоследствии «левым уклоном», народ в Черногории почти полностью ополчился против партизан.
В этой обстановке, по данным Главного штаба НОПО Черногории, эффективная численность партизан в крае оценивалась в январе 1942 года примерно в 7 тысяч человек.

### Формирование четнического движения (сентябрь — декабрь 1941 года)
Поражение Июльского восстания выявило временный тактический характер сотрудничества с коммунистами националистически настроенных офицеров «белашей», сторонников тесных связей с Сербией. Радикально разные цели коммунистов и националистов — целью первых была социальная революция, в то время как вторые стремились воссоздать Королевство Югославия под сербской монархией — привели к конфликту между ними и вызвали раскол в лагере повстанцев. Джёрджие Лашич, Павле Джуришич и другие офицеры покинули повстанческие военные комитеты или командования и приступили уже в начале сентября 1941 года к антикоммунистической деятельности и созданию подпольных «офицерских организаций».
Эти офицерские организации выступали с позиций сербского национализма, «исключающего экономический либерализм и принудительный коммунизм». Их целью было предотвращение революционных изменений на югославских землях до возвращения законного правительства Югославии. После установления связи с Дражей Михайловичем, Лашич был назначен командующим всеми четническими силами в Черногории, а Павле Джуришич — командующим в Полимле и Санджаке (районы: Беранcкий, Андриевицкий, Колашинский, Бьелопольский, Плевльский, Приепольский и общины — Бар и Буджево). Ежедневная пропаганда на Радио Лондона активизировала черногорских сторонников четнического движения. К середине ноября (по другим данным во второй половине декабря) Джуришич и Лашич приступили к мобилизации людей и стали организовывать их в отряды для борьбы с партизанами.
Вместе с тем, согласно историку Маттео Милаццо, то, что в 1942 году стало движением четников на аннексированных Италией территориях изначально представляло собой запутанную совокупность сербских вооружённых отрядов, обычно формировавшихся спонтанно и под руководством местных лидеров, как гражданских, так и военных. Их создание происходило под влиянием неудач и эксцессов оккупационной системы, а не вследствие инициативы офицеров. Хотя формирование групп четников в Черногории началось в ноябре, планы Михайловича относительно офицеров были несколько преждевременными, и ни Джуришич, ни Лашич не добились многого за первые несколько месяцев. Несмотря на директивы Михайловича, Лашич и Джуришич имели очень мало влияния на большую часть некоммунистических групп и не смогли разработать эффективную стратегию против итальянских оккупационных сил или партизанского сопротивления. Фактически, до начала 1942 года четнические формирования не имели центрального руководства, не были хорошо организованы делегатами Дражи Михайловича и часто колебались между сопротивлением оккупантам и сотрудничеством с ними.
Программные задачи черногорских четников приведены в инструкции Михайловича для Джуришича и Лашича, датированной 20 декабря 1941 года. Согласно этому документу, отряды четников являлись продолжением югославской армии, целью которой провозглашалась «борьба за свободу „всего народа“ под скипетром короля Петра II, создание великой Югославии и внутри неё Великой Сербии, этнически чистой, в пределах Сербии, Черногории, Боснии и Герцеговины, Срема, Баната и Бачки»… В инструкции среди прочего провозглашалось, что не должно быть никакого сотрудничества с партизанами, а в момент всеобщего восстания, которое должно было последовать за высадкой союзных войск, нужно зачистить мусульманское население Санджака, а также мусульманское и хорватское население в Боснии и Герцеговине («очистка государственной территории от всех национальных меньшинств и ненациональных элементов»). Указания Михайловича в отношении мусульман были впоследствии реализованы в практике черногорских четников в 1942—1943 годах.

## 1942 год

### Начало гражданской войны
На развитие процессов в черногорском Сопротивлении большое влияние оказывали события в Сербии, где в ноябре — декабре 1941 года германские войска подавили восстание, а в самый разгар немецкого наступления между партизанами и четниками Дражи Михайловича вспыхнул вооружённый конфликт, положивший начало гражданской войны между двумя антиоккупационными силами. Поражение неумело управляемого Черногорского партизанского отряда в Плевле в начале декабря и осознание неудачи восстания в Сербии стали психологическим поворотным моментом в черногорском Сопротивлении. На этом фоне установление связи черногорских националистов — сторонников союза с Сербией — с Дражей Михайловичем способствовало созданию четнической организации на севере, в Беране и Андриевице, а также в других частях Черногории. Четники, воспользовавшись поражениями в Сербии и в Плевле, а также курсом КПЮ на ужесточение классовой борьбы, восстали против партизан, призывая народ избавиться от партизанского правления и террора.
7 декабря 1941 года Джёрджие Лашич проинформировал Главный штаб НОПО Черногории о формировании Лиевориекского батальона, но не решился начать открытые вооружённые действия против партизан. В свою очередь Павле Джуришич организовал в начале января 1942 года в селе Заостро вблизи от Беране сбор офицеров бывшей югославской армии, гражданских политиков и других антикоммунистов, на котором ознакомил их с инструкцией Дражи Михайловича. После этого Джуришич сформировал штаб Лимских четнических отрядов под условным названием Горный штаб № 15 и 5 января назначил командный состав 7 четнических отрядов Беранского района. Личный состав его формирований включал 32 офицера и большое количество сержантов королевской армии. Кроме этого был назначен командир района, а вскоре районный политический комитет, в который вошли наиболее консервативные гражданские политики, враждебно настроенные в отношении коммунистического НОД. Члены политического комитета сопровождали Джуришича на всех его мероприятиях, организовывали политические собрания и призывали народ вступать в ряды четников.
Вскоре после формирования Лимских четнических отрядов к Джуришичу присоединилась вся антикоммунистическая милиция из Беранского района и две небольшие группы из Колашина и Биело-Поле. В течение 13—16 января Джуришич установил контроль над большинством Беранского района. Тем временем в районе Андриевицы под руководством Лашича была сформирована Андриевицкая четническая бригада и ряд других подразделений. Комскому партизанскому отряду, действующему на территории Колашинского партийного округа КПЮ (Колашинский, Беранский и Андриевицкий районы), не хватало сил, чтобы одновременно выступить против четников Лашича в районе Андриевицы и Джуришича в Беране, поэтому было решено сначала разобраться с первым. Однако четники Лашича и Джуришича действовали решительнее и слаженнее и нанесли партизанским силам поражения сначала 20 января в Баре-Кральске, а затем 24 января в Лубнице. При этом в Баре-Кральске четники взяли в плен 102 партизана и сразу убили 37 из них. В Лубнице четники Джуришича убили 27 сдавшихся партизан, а остальные были вынуждены отступить через гору Бьеласицу, где из-за сильного холода большинство из них замёрзли насмерть. Позднее в боях с партизанами под Матешево Лашич получил тяжёлое ранение в голову и надолго выбыл из строя. Это способствовало выдвижению Джуришича на первый план и его становлению как самого видного и важного командира черногорских четников. По заключению Радое Пайовича, события в Баре-Кральске и Лубнице стали поворотным моментом в отношениях между черногорскими четниками и партизанами. До тех пор в партизанском руководстве ещё могла поддерживаться иллюзия, что четническая организация будет ликвидирована путём политического объединения и ликвидации её предводителей, то есть без крупного вооружённого конфликта. Однако кровопролитие в Баре-Кральске и Лубнице стало началом вооружённой борьбы между двумя черногорскими антиоккупационными силами.
11 февраля примеру Джуришича последовал полковник Байо Станишич, поднявший восстание против коммунистов на территории своего племени Белопавличи к северу от дороги Подгорица — Никшич. Этим воспользовалась итальянская дивизия «Таро» и захватила Никшич. Перед лицом опасности оказаться между итальянцами и партизанами, Станишич заключил с командованием итальянской дивизии соглашение о ненападении.
В ответ на действия четников Верховный штаб НОПО Югославии потребовал от черногорского штаба направить «всё остриё вашего оружия» против членов, сподвижников и сторонников четнического движения. В первой половине марта 1942 года Тито в своей директиве пояснял: «Вы должны прибегнуть к репрессиям против четников. Надо сжечь дома закоренелых злодеев и разбойников и обязательно все дома вождей и заправил. Всё их имущество должно быть конфисковано… Пока не ликвидируете четников, избегайте борьбы с итальянцами и принимайте её только тогда, когда не можете избежать её или уверены, что получите добычу в виде оружия и материалов». Спираль насилия, начавшаяся в декабре 1941 года, продолжалась с той же интенсивностью до апреля 1942 года и уносила сотни жизней.

### Позиция итальянского командования по вопросу сотрудничества с четниками
Итальянское командование не питало иллюзий по поводу симпатий черногорцев и ожидало к концу 1941 года подъём Сопротивления. Вместе с тем, учитывая шаткость военной ситуации, итальянское командование отказывалось внести какие-либо фундаментальные изменения в свою политику по отношению к повстанцам. Так, в конце октября начальник Генерального штаба Уго Кавальеро считал, что черногорских повстанцев возглавляют в основном лояльные Югославии и Великой Сербии бывшие югославские офицеры. По этой причине он отказался санкционировать сотрудничество с местными вооружёнными отрядами, «какими бы антипартизанскими они не были». В конце 1941 года Пирцио Бироли был обеспокоен притоком четников из Сербии в Санджак и потому отклонил просьбу представителя прогерманского сербского четнического воеводы Косты Печанца о разрешении отправить его подразделения в Восточную Черногорию. Итальянцы до начала 1942 года придерживались линии на сотрудничество лишь с небольшими сепаратистскими коллаборационистскими группами, так как переоценивали сплочённость черногорского антиоккупационного движения и роль югославских офицеров в его руководстве, которых «упорно считали заядлыми повстанцами или союзниками какого-то базирующегося в Белграде югославского или великосербского движения». Тем не менее итальянские генералы предприняли важные шаги в направлении сотрудничества с номинальными врагами в лице четников на всей оккупированной территории Югославии.

### «Тактический коллаборационизм» черногорских четников с итальянцами
Итальянские военные пошли на контакты с Джуришичем и Станишичем и предоставили им немного оружия, но воздержались от принятия официальных обязательств до времени, когда монархисты смогли проявить себя на поле боя. К началу весны сомнения итальянцев в потенциальной полезности четников развеялись. По итальянским донесениям, люди Джуришича сражались «как сумасшедшие» и показали себя хорошо на тактическом уровне. Как следствие, итальянская армия начала снабжать их продовольствием, деньгами, а также большим количеством оружия и боеприпасов, включая несколько миномётов и лёгких артиллерийских орудий

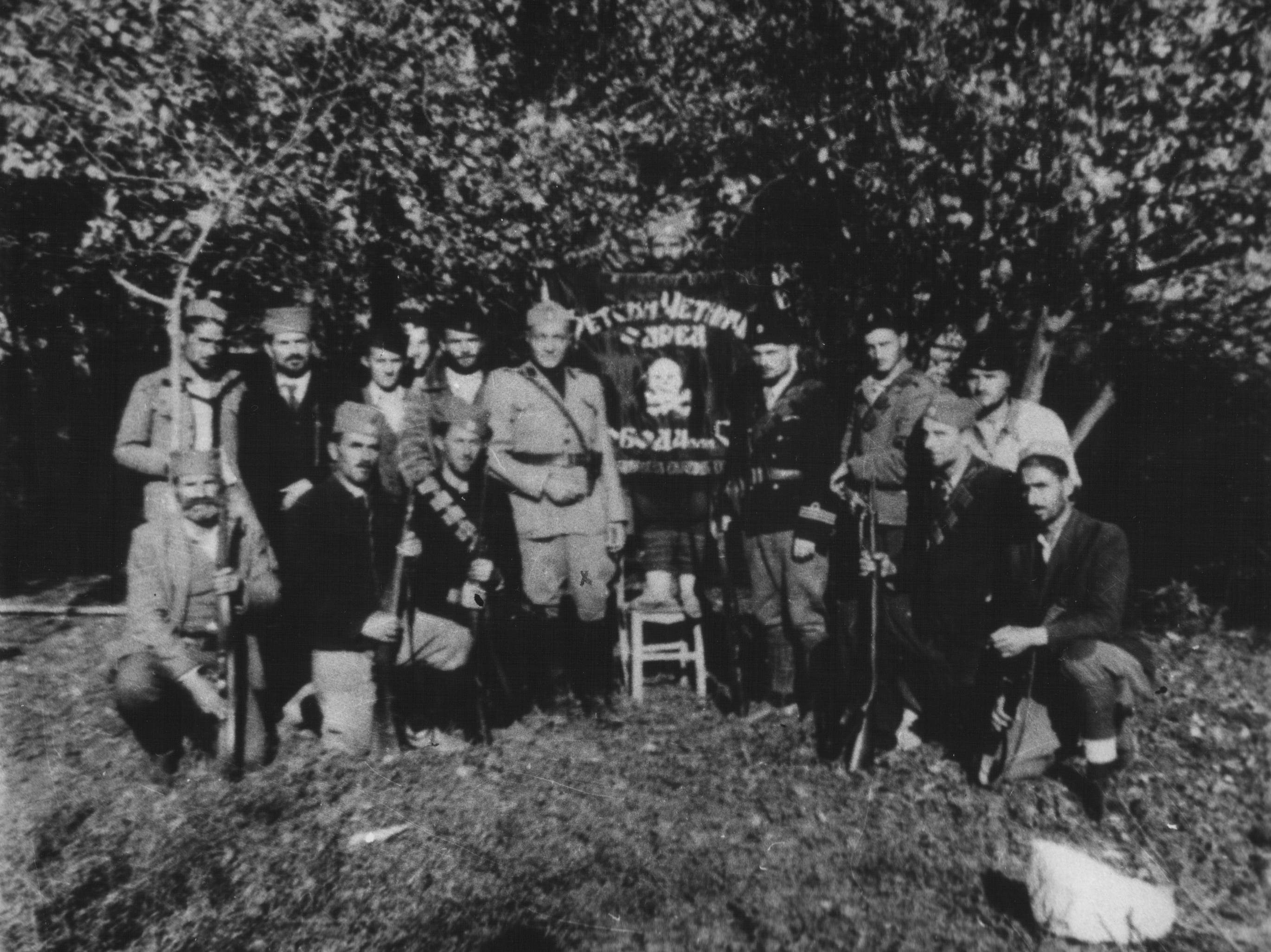
Бойцы Зетского четнического отряда с итальянцами, лето 1942 года

Штаб Джуришича с согласия итальянцев располагался в контролируемом ими Колашине. Хотя первые решения о сотрудничестве между четниками и итальянскими воинскими частями были приняты ввиду децентрализованной организации четнического движения без ведома и согласия Дражи Михайловича, о коллаборационизме Джуришича было известно командующему ЮВуО. 18 апреля 1942 года Михайлович наставлял Джуришича: «Зачищайте коммунистов везде, где только можете, избегайте [нападений] на итальянцев и используйте косвенно всё, что можно извлечь из них».
Главным интересом и четников и итальянцев была взаимопомощь в борьбе с партизанами. Сам Михайлович санкционировал вступление четников в милицию и заявлял подчинённым: «Мы хотим обмануть итальянцев для достижения наших целей. Они коварны, но мы должны быть хитрее их». Это означало, что поддержка итальянцев дала четникам возможность сражаться с их врагами во время войны, создавая позиции для послевоенных переговоров.
Сотрудничество с четниками стало одним из главных камней преткновения в отношениях между Италией и её союзником Независимым государством Хорватия (НГХ) и вызывало многочисленные протесты усташского режима, направляемые командованию 2-й армии, итальянским представителям в Загребе и властям в Риме. На это итальянская сторона заверяла хорватов во временном характере сотрудничества, «пока не будут ликвидированы партизаны, а затем и с четниками будет покончено».

### Коалиция четников и сепаратистов
В Цетине с рубежа 1941/1942 года действовала группа сторонников четнического движения, к которой в начале марта присоединился бывший бан Зетской бановины бригадный генерал в отставке Блажо Джуканович. Готовясь начать общее наступление на народно-освободительное движение, итальянцы приняли меры по объединению внутренних контрреволюционных сил Черногории. По их оценке, именно Джуканович мог стать объединяющей фигурой создаваемого антикоммунистического фронта. 7 марта Джуканович принял эту роль, а 8 марта лидер черногорских сепаратистов Крсто Попович опубликовал прокламацию, в которой призывал своих сторонников немедленно присоединиться к «национальному фронту». 9 марта собрание офицеров в Доме правительства в Цетине избрало генерала Блажо Джукановича командующим всеми вооружёнными «национальными силами» в Черногории, преобладающую часть которых составили четники Станишича и Джуришича, а меньшую — формирования сепаратистов. Станишич стал командующим сектором, а Попович — командующим сепаратистскими Катунскими войсками. В конце марта — начале апреля 1942 года четническо-сепаратистские и итальянские войска начали общее наступление против партизан от Орьена, через Никшич, до Плевли.

### Наступление четников и итальянских войск на партизан. Уход партизан из Черногории
После того, как отряды Джуришича к середине января 1942 года овладели Беранским районом, четники постепенно вытесняли партизан из Черногории. Обеспокоенный положением дел и руководством Милутиновича, Тито отправил к нему в марте Джиласа, чтобы сохранить контроль хотя бы над частью страны. Однако принятые меры и обещания черногорского руководства, что ошибки прошлого не повторятся, мало что изменили в настроении основной силы антиоккупационного Сопротивления — крестьянства. Четники, пользующиеся поддержкой населения, совместно с итальянскими оккупантами и черногорскими автономистами выдавили партизан с большей части страны. Итальянцы контролировали главные города, а в менее населённом сельском севере Черногории власть перешла к четникам.

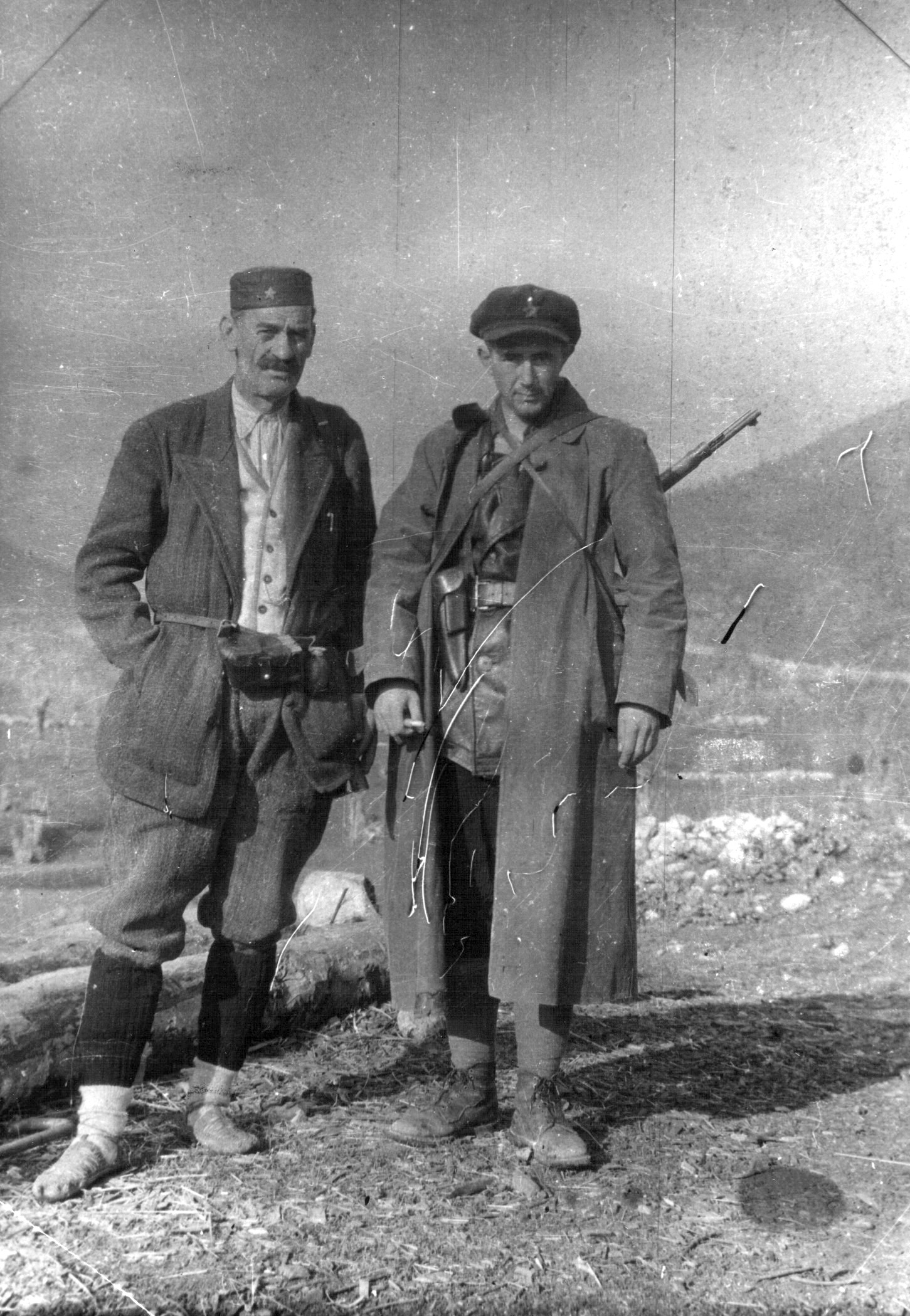
Милован Джилас (справа) и Вуячич, Марко, Ясеново-Поле, март 1942 года

К концу апреля 1942 года в Черногории оставалось около 4000 партизан, хотя и достаточно хорошо вооружённых лёгким оружием, однако испытывавших нехватку продовольствия и боеприпасов (средняя обеспеченность составляла 40 патронов на винтовку и 150 на пулемёт). Тем временем высшее руководство Германии, Италии и НГХ согласовало в ходе совещаний на морском курорте Аббазия 2—3 и 29—30 марта 1942 года проведение самой крупной до сих пор совместной антипартизанской операции под условным названием «Трио». Её целью было уничтожение главных сил НОПО во главе с Верховным штабом (1-я и 2-я Пролетарские бригады и группа партизанских отрядов) в Восточной Боснии. Операция проводилась в два этапа: «Трио-1» (22—30 апреля) и «Трио-2/Фоча» (2—15 мая). В ходе первого этапа в основном был зачищен от повстанцев район Восточной Боснии к северу от демаркационной линии. Во время второго этапа силы «оси» восстановили контроль над ранее освобождённой партизанами территорией с центром в городе Фоча.
Уклоняясь от наступающих войск «оси», Тито с Верховным штабом направились в Черногорию. Они сначала расположились в окрестностях Подгорицы, а затем двинулись на Никшич, где силам партизан удалось добиться лишь незначительных успехов. В этих условиях, несмотря на недостаточную численность войск, партизанское командование предприняло амбициозную атаку на сильно укреплённый опорный пункт четников — Колашин. Однако попытку овладеть городом сорвало начавшееся четническое охватывающее наступление частей Джуришича (с севера) и Станишича (с юга). Неудача под Колашином стала «лебединой песней» партизан. 19 мая четники пересекли хребет Синяевина и через семь дней овладели Жабляком. К середине мая четники при поддержке подразделений дивизии «Таро» вынудили остатки Ловченского отряда оставить крайний юго-западный угол страны и отойти к горе Голия. В то же время дивизия «Феррара» и четники, неуклонно теснившие с юга Никшичский и Дурмиторский партизанские отряды, к концу мая взяли Шавник и установили связь с войсками Джуришича. В Санджаке боевые группы дивизий «Пустерия» и «Венеция», усиленные местными жителями и пришедшими из Сербии четниками, вынудили партизанские силы отступить на северо-восточные склоны Дурмитора.
После потери Жабляка главные партизанские силы во главе с Верховным штабом оказались зажатыми с нескольких сторон в районе высоких гор между Никшичем, Гацко и Фочей, на бездорожной, малонаселённой, бедной местности, перерезанной глубокими каньонами рек Тара, Пива и Сутьеска. Противник уже надеялся, что партизаны находятся на грани уничтожения. Критическую ситуацию в стане партизан описывает Гай Трифкович. Им катастрофически недоставало боеприпасов, из-за чего четники насмешливо прозвали их «пятипульниками» (серб. petmetkovići). В элитных частях запас патронов сократился до 25 штук на винтовку, а в остальных — и того меньше. Непролетарские отряды были «уничтожены массовым дезертирством (включая даже членов партии)». Был по крайней мере один случай открытого мятежа. Численность партизан сократилась также за счёт увольнения личного состава и решения направить в тыл противника небольшие группы надёжных бойцов и партийного актива для организации народно-освободительной борьбы. Сосредоточившиеся в каньоне Пивы и окружающих горах люди были измотаны, разочарованы, тосковали по дому и, в основном, голодные. К середине июня норма хлеба упала всего до 200 граммов в день. Благодаря наличию сравнительно большого поголовья скота, нехватку продуктов частично компенсировали за счёт увеличения мясного рациона до 1 кг. Однако это было временным решением, поскольку армия не могла долго продержаться на такой низкоуглеводной диете. Понимая сложившееся угрожающее положение, Тито на совещании в окрестностях Жабляка 21 мая принял решение вывести свои части из Черногории, Санджака и Герцеговины. При этом членам ВШ и главных штабов земель было дано право решать, покинут ли их войска свою родную территорию.

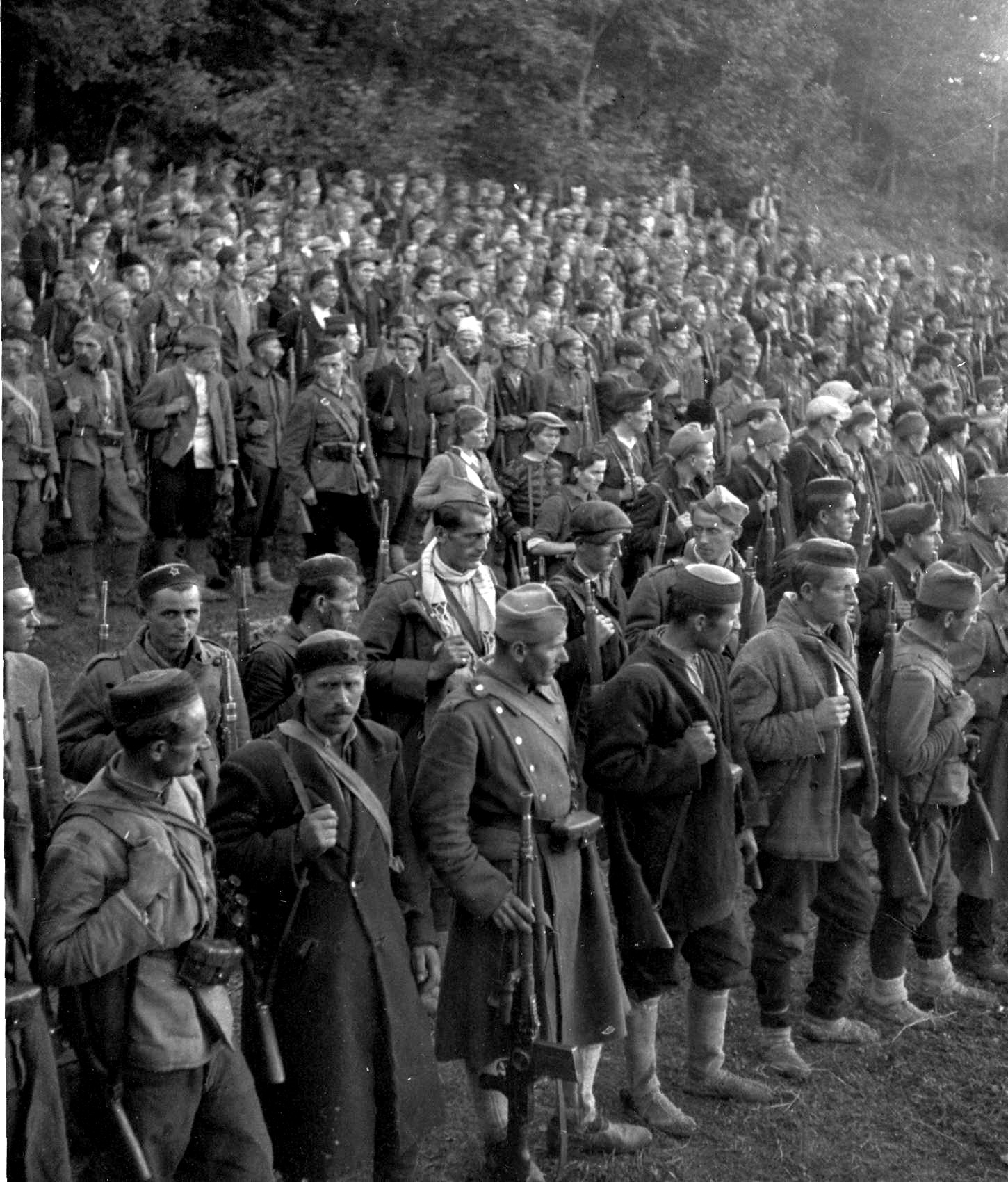
Бойцы 4-й Пролетарской Черногорской бригады и Герцеговинского отряда на Зеленгоре, 19 июня 1942 года

Отступающих черногорских, санджакских и герцеговинских партизан Верховный штаб стянул к горе Зеленгора и переформировал в 3-ю, 4-ю и 5-ю Пролетарские бригады, а также Герцеговинский партизанский отряд. Вместе с 1-й и 2-й Пролетарскими бригадами, остающиеся у Тито силы были хотя и малочисленными (около 5000 человек), но политически абсолютно надёжными и в значительной степени устойчивыми к попыткам проникновения в их ряды противников по гражданской войне. Как пишет Гай Трифкович, после реорганизации Тито с уверенностью заметил, что с четырьмя или пятью такими соединениями «нет силы на земле, которая могла бы устоять на нашем пути».
19 июня Тито и Верховный штаб рассмотрели вопрос: куда идти дальше, чтобы обрести новую базу для народно-освободительного движения? Сербским бойцам не терпелось вернуться на родину, но с практической точки зрения эта цель была нереальной. Более того — и это, по заключению Гая Трифковича было главной причиной — поражение Советского Союза во Второй битве за Харьков убедило Тито в том, что потребуется много времени, прежде чем Красная армия появится на восточных границах Сербии. В итоге, после рассмотрения других вариантов, командование решило пробиваться в Боснийскую Краину. 22 июня Тито отдал приказ о выдвижении ударной группы пролетарских бригад с Зеленгоры 24 июня в северо-западном направлении для прорыва в район между горой Динара и верхним течением реки Врбас.

### Четническо-сепаратистский и итальянский террор
После ухода основных партизанских сил в Черногории осталось руководство и часть политработников крайкома, окружных и районных комитетов КПЮ и СКОЮ. Остались и партизаны, которым не удалось отступить с основными силами партизанских отрядов. Вскоре возвратились некоторые истощённые бойцы, беженцы, спасавшиеся от наступавших четников и итальянцев, а также около 700 сотрудников тыловых учреждений НОД. Четнические и сепаратистские вооружённые формирования обыскивали местности, схватили и ликвидировали большую часть партизан. Наряду с этим итальянские оккупанты с помощью четников и «зеленашей» массово интернировали пленных партизан, членов их семей и сторонников НОД. Вскоре было проведено несколько массовых расстрелов, в которых казнили несколько сотен участников НОД. Затем, после консолидации оккупационных и четническо-сепаратистских сил, стали осуществляться преимущественно индивидуальные, но многочисленные расстрелы. В этих условиях партийные и партизанские группы были вынуждены уйти в глубокое подполье.

### Соглашение Пирцио Бироли — Джукановича и его результаты
Несмотря на лояльность четников и их действия против партизан, итальянцы с недоверием относились к националистическим вооружённым формированиям. По этой причине Пирцио Бироли принял меры к более полному урегулированию взаимоотношений с четническими лидерами. 24 июля 1942 года между ним и генералом Джукановичем, выступавшим от имени черногорских националистов, было подписано общее соглашение, которое оставалось в силе в течение года. Как отмечает Йозо Томашевич, соглашение содержало несколько очень чётких пунктов: четники должны были бескомпромиссно продолжать борьбу против коммунистов и сотрудничать с итальянскими оккупационными властями в установлении и поддержании порядка и мира в стране; были официально признаны три «летучих отряда» (аналогичных подразделениям, входившим в МВАК) каждый по 1500 человек, командирами которых утверждались соответственно Джуришич, Станишич и Попович; четникам гарантировалась финансовое, материально-техническое обеспечение, включая вооружение, и помощь семьям четников-добровольцев. Соглашение легализовывало генерала Джукановича в качестве главы черногорских четников. Соглашение также предусматривало формирование Черногорского национального комитета, действующего под началом оккупационных властей и выполнявшего задачу посредничества в отношениях между оккупантами и четниками (состав комитета был одобрен Бироли в начале августа). Соглашение провозглашало, что националистическое движение и его Черногорский национальный комитет не имеют других политических целей, кроме как сокрушить коммунизм и обеспечить порядок, мир и благополучие черногорского населения. Заключительное положение договора гласило: «Комитет националистов Черногории обязуется использовать всю свою власть и полномочия для поддержания порядка и дисциплины в стране и предотвращения любых возможных действий, которые могут быть направлены против итальянских властей».
Как пишет Стеван Павлович, британский разведчик Стивен Клиссолд (англ. Stephen Clissold) называл соглашение Пирцио Бироли — Джукановича «кондоминиумом итальянцев и четников». Это было соглашение о разделе власти между итальянской армией, черногорскими «зеленашами» и двумя группировками просербских четников. «Джуканович находился в Цетине, не имея военных сил под своим непосредственным командованием и с Национальным комитетом, не имевшим политического значения». По оценке Ружичич-Кесслера, сотрудничество итальянских оккупационных властей с четниками весной 1942 года привело к успокоению ситуации в Черногории и избавлению от дальнейших партизанских действий на год, поскольку очаг партизанской активности переместился на территорию Боснии. По заключению Йозо Томашевича, четники в Черногории стали важной частью итальянского оккупационного режима. Они контролировали сельскую местность и позволяли итальянцам сосредоточиться на сохранении своей власти в городах. Соглашение Пирцио Бироли — Джукановича позволило сепаратистам и четникам в «некоторой степени» договориться о совместном сотрудничестве с итальянцами. Однако, поскольку их цели были диаметрально противоположными, отношения между двумя националистическими группами всегда были очень сложными. Сотрудничество с итальянцами способствовало укреплению черногорского четнического движения в течение почти года — с июня 1942 года до апреля 1943 года. В дополнение к 3500 четникам, легализованным в рядах МВАК, части ЮВуО в Черногории насчитывали в несколько раз больше вооружённых людей, не состоявших в итальянских вспомогательных войсках. Фактически четники контролировали очень большую часть всей Черногории

## 1943 год

### Поход четников на Неретву
30 ноября — 2 декабря 1942 года в селе Шаховичи состоялось совещание четнических командиров (Остоич, Лашич, Джуришич и др.) и интеллектуалов Черногории, Боки и Санджака, принявших резолюцию, в которой говорилось о балканской «диктатуре четников», охватывающей «половину Албании, всю Болгарию, половину Венгрии и Румынию вплоть до нефтяных месторождений». В своей оценке резолюции Милаццо пишет: «так же, как союзники создали образ Михайловича и четнических отрядов, который имел мало общего с реальностью, так и офицеры в Черногории сильно преувеличивали свои политические и военные перспективы. По всей вероятности, они были гораздо больше впечатлены немецкими поражениями под Сталинградом и в Северной Африке, чем собственными неудачами в Боснии и Сербии». Вместе с тем черногорские четники, равно как и Михайлович, верили в скорое поражение Италии. Однако, прежде они стремились уничтожить с их помощью Тито и его народно-освободительное движение. Такая возможность для Михайловича и его сторонников возникла в 1943 году.
На фоне неудач в Сталинграде и Северной Африке немцы были озабочены безопасностью своего тыла на Балканах, поэтому приняли в декабре 1942 года решение провести масштабную антипартизанскую операцию («Вайс») в НГХ и, «не спрашивая одобрения „Командо Супремо“», передали все военные обязанности на Балканах командующему силами вермахта на Юго-Востоке генералу Лёру.
Намерения немцев предусматривали ликвидацию как партизан Тито, так и четников Михайловича. С этим неохотно согласился начальник итальянского генштаба Кавальеро, однако итальянское командование в Югославии в лице генерала Роатты «немедленно начало саботировать» немецкий план. Как следствие, итальянцы не только избежали операций против четников Михайловича, но и передали им большое количество оружия и разрешили черногорским четникам выдвинуться для борьбы
с партизанами в Западную Боснию. Однако из-за двойственной политики итальянцы накануне операции «Вайс» не имели планов на широкомасштабное сотрудничество с четниками, а те в свою очередь не заключили долгосрочных соглашений со штабом Роатты об участии в антипартизанской операции, но поспешили начать свои военные действия в «последнюю минуту». К середине января четники быстро наращивали силы во всей итальянской оккупационной зоне. Кроме боснийских и герцеговинских формирований, в этой концентрации принимали участие четники Станишича и Джуришича.
Как писал историк Бранко Петранович, хотя «зеленаши», сопротивлялись участию черногорцев в операциях на территории Боснии, «Черногория зимой 1942/1943 года пережила одну из крупнейших мобилизаций в своей истории». Транспортировка четников в район предстоящих боевых действий против партизан осуществлялась итальянскими грузовиками, по железной дороге и даже кораблями. Однако завершилось это катастрофой. В марте 1943 года главные силы партизан избежали уничтожения немцами, переправились через Неретву и разгромили четнические отряды в боях при Ябланице и Чичево, на Прене и Трескавице. Затем, наступая на Дрину, Калиновик, Невесине и Гацко, силы НОАЮ нанесли поражения четническим отрядам у Главатичева, Калиновика и Невесине. От понесённых поражений четники полностью так и не оправились. Неудачи четников показали, насколько мала была их военная ценность.

### Кризис четнической организации после битв на Неретве и Сутьеске
Нанеся поражения четникам в Битве на Неретве, Оперативная группа дивизий Верховного штаба НОАЮ форсировала Дрину, проникла в Санджак и Черногорию, заняла там в апреле и первой половине мая новые районы и намеревалась до ожидаемой высадки западных союзников на Балканах нанести «решительный удар по черногорским четникам». Как писал Милаццо, при этом партизаны не только старались избегать итальянцев, но и имели особые инструкции избегать «начала агрессивных операций против четников Крсто Поповича». Этим планам не суждено было сбыться из-за начавшейся в середине мая новой масштабной немецкой антипартизанской операции под условным названием «Шварц».
К этому времени Черногория оставалась последней зоной четнического влияния за пределами Сербии. Однако, согласно Милаццо, лучшие черногорские четнические подразделения уже были использованы в кампаниях Станишича и Джуришича на севере, а возможность дополнительной мобилизация фактически исключалась. Четники также находились в серьёзном затруднении из-за конфликта с мусульманским населением. В пограничных районах к северу от Косово-Поля в течение почти двух лет шла настоящая религиозная война между албанцами и черногорскими сербами. В преимущественно мусульманском Санджаке «бесчинства» четников Джуришича, совершённые в 1942 году, превратили этот район в базу для вербовки пополнения как в ряды немцев.
В этой обстановке в канун партизанского наступления четники получили в середине апреля информацию от итальянцев о готовящемся вторжении германских войск в Черногорию. Однако, несмотря на итальянские предупреждения, в ходе операции «Шварц» четники были не в состоянии оказать серьёзное сопротивление немецким войскам и предпринимали всё возможное, чтобы избежать плена. Вторгшись в Санджак и Восточную Черногорию, подразделения немецкой 1-й горнопехотной дивизии схватили Джуришича и, несмотря на протест итальянцев, отправили его в лагерь для военнопленных. Вместе с Джуришичем интернировали весь штаб Лимско-Санджакских четнических отрядов. Почти сразу после начала операции «Шварц» руководство четников было разгромлено и нейтрализовано. Станишич заболел и был вынужден временно передать командование Лашичу. Михайлович едва избежал плена и ушёл в июне в Западную Сербию. Оставшиеся вооружённые четнические отряды были полностью дезорганизованы и рассеяны. По предположению Милаццо, в отсутствие эффективного военного руководства четников в Черногории, вероятно, спасла от полного уничтожения только сложная горная лесистая местность и упорный отказ итальянце сотрудничать с немцами в их разоружении и пленении. Оставшиеся четники разбились на небольшие группы и ими «владело ужасное чувство поражения».
Согласно Милаццо, летом 1943 года полностью распался «хрупкий союз между Черногорским национальным комитетом, во главе которого фактически стоял Михайлович, и лидерами черногорских сепаратистов». Отряды Поповича не внесли никакого вклада в кампанию в Герцеговине, а его политические сторонники проявили больший интерес к пропаганде независимой Черногории, чем к поддержке югославского единства под властью сербской королевской династии. Секула Дрлевич отправился в Загреб, чтобы заручиться помощью Павелича в ответ на преданность «шести тысяч федералистских солдат», если Загреб аннексирует Черногорию как «автономную единицу» после выхода Италии из войны. Большинство черногорских четников были схвачены, скрылись в лесах или присоединились к партизанам. Предположительно несколько тысяч четников, сохранивших верность Михайловичу, разбились «на полдюжины групп» и двинулись в Санджак в июне 1943 года. Однако там они оказались в окружении «решительно враждебного» мусульманского населения и потерпели поражение практически во всех отношениях. Попытки Джукановича пополнить ряды четников на местной, клановой основе, успеха не имели. Гражданское население Черногории было изнурено войной и не желало быть насильно мобилизованным агентами Джукановича. Четническое руководство почти полностью исчезло в результате немецких налётов, а оставшиеся офицеры были не в состоянии реорганизовать разрозненные отряды. Так, по оценке итальянской разведки, под командованием Лашича в конце июня 1943 года состояло примерно шестьсот человек.

### Черногория летом 1943 года
Операция «Шварц» и разоружение четников были последними крупными событиями на черногорской земле в период перед капитуляцией Италии. После этого четники фактически перестали быть важной военной силой. Вместе с тем летом в Черногории активизировались прорвавшиеся из окружения на Сутьеске партизаны. Под контролем итальянских войск оставались лишь более крупные города, а отряды четников удерживали только небольшую часть сельской местности. Край снова погрузился в хаос, подобный тому, что был в начале итальянской оккупации. 15 июля Пирцио Бироли сменил генерал Курио Барбасетти ди Прун, перенявший на себя также функции военного начальника оккупационных сил. 25 июля Мусслолини был отстранён от власти и арестован. Отавшееся времени до объявления капитуляции 8 сентября 1943 года прошло в Черногории под знаком ожидания конца. Завершился союз итальянских оккупантов с националистическими силами, что означало утрату их влияния в Черногории, а немецкое командование сосредоточило внимание на прилегающих к Сербии регионах. Созданное 26 августа новое немецкое главнокомандование на Юго-Востоке, опасавшееся высадки западных союзников на Балканах и ожидавшее ежедневно капитуляции Италии, возложило на 2-ю танковую армию оперативную ответственность за Черногорию и Албанию и готовилось взять их под контроль войск 21-го горного армейского корпуса (ГАК). Это соединение имело наибольшую концентрацию войск в составе трёх пехотных дивизий (100-я и 118-я и 297-я) и 92-го мотопехотного полка. Перегруппирование сил, нацеленных на Адриатическое побережье, сопровождалось отказом от борьбы с крупными партизанскими частями. В свою очередь, используя сложившийся в Черногории вакуум сил, командование НОАЮ отправило туда 8 августа из Восточной Боснии 2-ю Пролетарскую дивизию.

### Немецкая оккупация Черногории
Сразу после объявления капитуляции Италии войска 5-го горного корпуса СС и подчинённых ему 7-й горнопехотной дивизии СС и 118-й егерской дивизии двинулись из Санджака, Албании и Герцеговины на территорию Черногории, чтобы разоружить итальянские части и закрепиться на ключевых военных и стратегических позициях, в первую очередь на побережье Черногории. К 20 сентября немцы оккупировали побережье, Цетине и взяли под контроль основные дороги.
8 сентября 1943 года была учреждена должность командующего войсками в Албании и Черногории (нем. Militärbefehlshaber Albanien und Montenegro), переименованная 15 сентября на уполномочного генерала (нем. Deutsche Bevollmächtigte General) в Албании и Черногории и подчинённая командующему войсками на Юго-Востоке (нем. Militärbefehlshaber Südost) генералу Хансу Фельберу. Командующим войсками в Албании и Черногории назначили генерала Теодора Гайба (1 июня 1944 года его сменил генерал-лейтенант Отто Гулльман), на которого возлагались также задачи управления военно-оккупационной администрацией на указанных территориях.
Для выполнения задач военно-оккупационной администрации на территории Черногории создали полевую комендатуру 1040 (нем. Feldkommandantur 1040, фельдкомендатура) со штабом в Цетине. Её начальником стал генерал Вильгельм Кайпер. Комендатуре была оставлена одна немецкая дивизия. Для обеспечения гражданского управленияа в составе комендатуры действовал административный штаб во главе с Хансом Ханке. Комендатуре 1040 также подчинялись местные комендатуры (нем. Ortskommandantur) в Цетине, Подгорице, Баре, Херцег-Нови и Которе и форпост в Тивате. Так как немцы не располагали достаточными собственными силами для борьбы с партизанами, было решено максимально задействовать для этих целей части, состоящие из черногорцев. 20 октября 1943 года Кайпер учредил новую черногорскую полицию, которая к концу 1943 года насчитывала восемь батальонов общей численностью 3000 человек. Тем же решением началась организация добровольческой «народной милиции», которая в конце 1943 года насчитывала 1500 человек в составе 4 батальонов. Помимо них на территории Черногории продолжали действовать части четников и Ловченская бригада Крсто Поповича.
По приказу генерала Кайпера 10 ноября 1943 года была образована Народная управа Черногории, Боки и Санджака, подчинённая немецким военно-оккупационным властям. В её состав включили в основном бывших четнических деятелей, разошедшихся с местным четнических руководством, а также черногорских сепаратистов. Возглавил управу так называемый Народный административный комитет (серб. Narodni upravni odbor) во главе с Любо Вуксановичем. Управе подчинялся уже существовавший или вновь создававшийся местный административный аппарат. Основной задачей комитета было управление гражданскими делами. Вместе с тем по инициативе комитета и с одобрения фельдкомандантуры 30 января 1944 года было образовано Командование национальных войск Черногории (серб. Komanda nacionalnih trupa za Crnu Goru), задачей которого была организация борьба с партизанами под немецким контролем, а его командующим назначен майор Йован Джуканович. Командованию впоследствии формально подчинились силы черногорских четников. Однако усилия Джукановича по реальному объединению командования националистическими силами практически остались безрезультатными. В итоге Джуканович остался командиром без армии.
В сентябре 1943 года руководителем СС и полиции Черногории и Санджака (нем. SS und Polizeiführer für Montenegro und Sandschak) назначили Карла фон Кремплера. Он подчинялся высшему руководителю СС и полиции (нем. der Höhere SS und Polizeiführer — HSSPF) Сербии Августу фон Мейшнеру (позднее Герману Берендсу). Кремплер создал две региональные полицейские комендатуры (нем. Polizeigebietskommandantur): одну для Черногории, а другую для Санджака. Черногорская комендатура фактически руководила подразделениями черногорской полиции и народной милиции. Санджакской полицейской комендатуре подчинялся вскоре сформированный полк полиции охраны «Санджак» (нем. Polizei Selbstschutz Regiment Sandschak) численностью в 4 батальона. Это подразделение стало основным в боевых действий против санджакских партизан.

### Четники в условиях немецкой оккупации

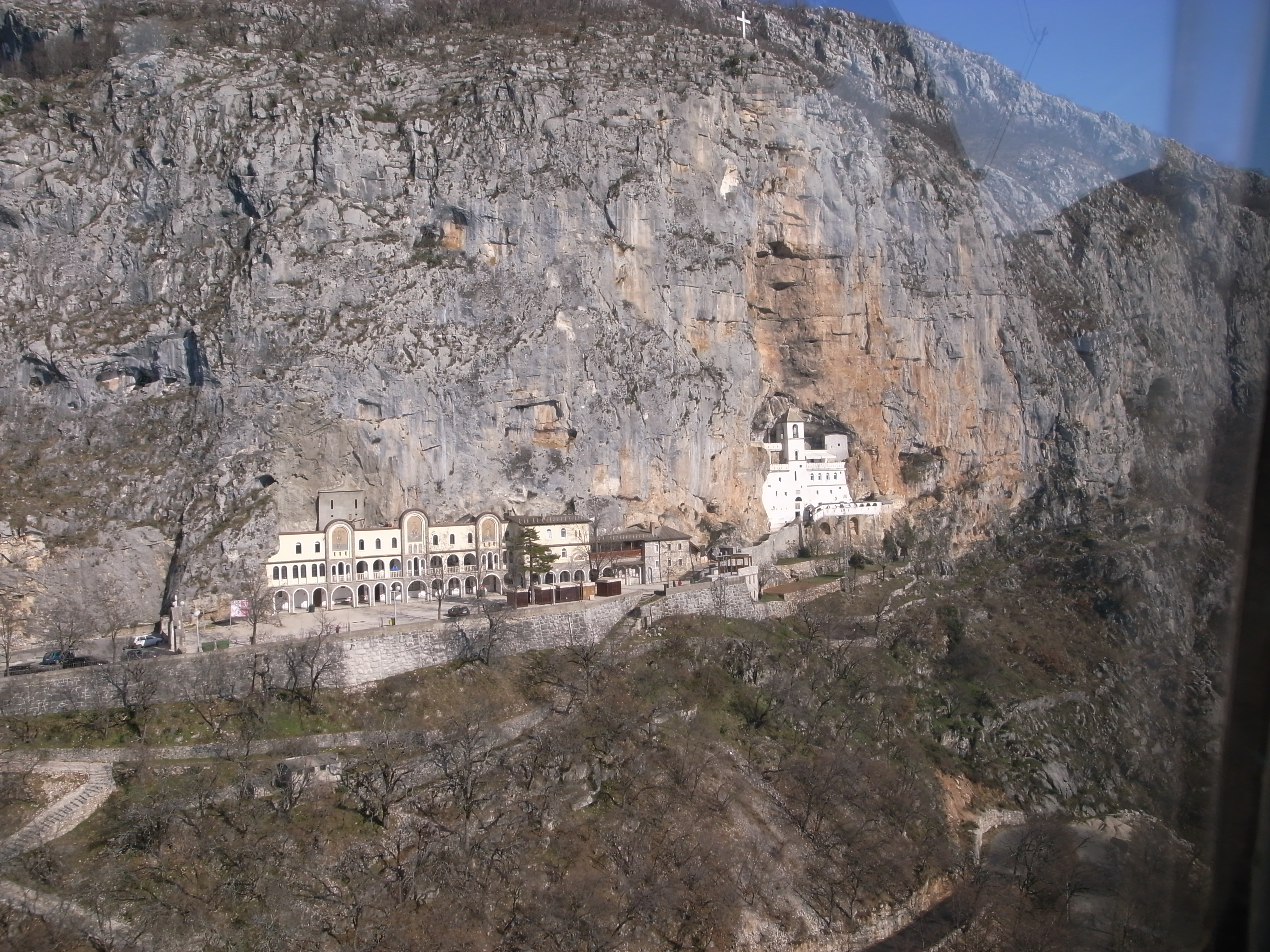
Монастырь Острог

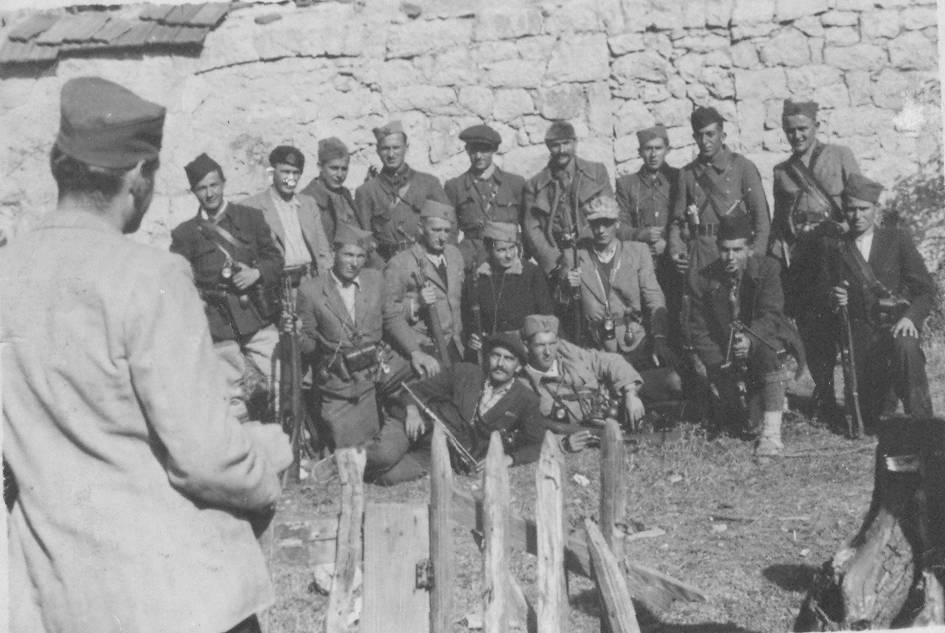
Бойцы 5-й Пролетарской Черногорской бригады у монастыря Острог, октябрь 1943 года

Ко времени капитуляции Италии численность вооружённых националистических формирований в Черногории и Санджаке составляла около 10 тысяч человек и включала силы Станишича, Лашича, Лукачевича, поставленного Михайловичем командовать уцелевшими четниками Джуришича, а также федералистов Поповича. Четнические лидеры Джуканович и Станишич, надеявшиеся после итальянской капитуляции Италии на скорую высадку англичан и возвращение короля, не хотели сотрудничать с немцами и безуспешно призвали партизан к совместной борьбе против оккупантов. Вслед за этим Станишич, Джуканович и большинство членов Черногорского национального комитета укрылись в манастыре Острог, где, казалось бы в неприступном горном убежище, находился штаб Станишича. Здесь их 15 октября окружили партизаны 5-й Пролетарской Черногорской бригады 2-го ударного корпуса. После четырёхдневной осады Джуканович и члены его комитета сдались и были расстреляны, а Станишич и несколько его соратников покончили жизнь самоубийством. Ликвидация руководителей черногорских четников имела не только военное, но и политическое значение, так как вследствие партизанской акции начался заметный отлив из четнических рядов. Часть четников бежала в Санджак, а командование над оставшимися после гибели Джукановича и Станишича формально принял на себя Лашич. По оценкам Милаццо, его силы вероятно насчитывали около пятисот человек, а оставшихся черногорских четников не могло быть больше тысячи. Как пишет Милаццо, Лашич был «„разочарован во всем“, потому что „все [разбегаются] во всех направлениях, чтобы спасти свою шкуру“». В рядах четников углублялся кризис и среди их руководства расло недоверие к Михайловичу. В итоге Лашич отступил со своими людьми в Подгорицу, где подписал соглашение о сотрудничестве с немцами и открыто поставил себя на службу оккупантам.
В этой обстановке в Сербию в ноябре 1943 года вернулся Джуришич, добравшийся после побега из плена до Белграда, где был арестован немцами. После 40 дней, проведённых в заключении, Джуришича освободили в результате вмешательства специального уполномоченного МИД Германии на Юго-Востоке Европы Германа Нойбахера и председателя квислинговского Сербского правительства Милана Недича. Договорившись с Недичем о сотрудничестве в борьбе с партизанами и заверив Михайловича в своей лояльности, Джуришич прибыл в Санджак, где в декабре 1943 года перенял командование четническими силами.

### Народно-освободительное движение от капитуляции Италии до операции «Шаровая молния»
После капитуляции Италии в народно-освободительном движении в Черногории наступил перелом, чему способствовало прибытие в край частей 2-го ударного корпуса НОАЮ. Хотя это соединение насчитывало около 4 тысяч человек, командование расчитывало пополнить состав за счёт мобилизации на местах. Ко времени вступления партизан в Черногорию, край был в «полном хаосе». Немецкие дивизии устремлялись к побережью с запада и севера и мало обращали внимания на события в тылу и на флангах. Система командования итальянских войск полностью распалась и каждое подразделение «заботилось о себе само». В этих условиях партизанам удалось захватить большое количество итальянских вооружений и военного снаряженя, а также добиться перехода на сторону НОАЮ части дивизии «Венеция» и значительной части альпийской дивизии «Тауринензе», из которых сформировали дивизию «Гарибальди» численностью от 5 тысяч до 10 тысяч солдат. Партизаны нанесли ряд ударов по четникам в долинах Лима и Тары и вытеснили их к середине октября на небольшой участок территории около границы с Косово к западу от Печа. Тем временем немецкий 21-й горный корпус закрепился в южной части страны и в ходе операции под условным названием «Балканшлухт» (нем. Unternehmen Balkanschlucht) предпринял в октябре попытку зачистить от партизан район Колашин — Беране — Андриевица. После четырёх дней боёв немцы к 22 октября захватили эти города, но, как отмечает Гай Трифкович, это «была пустая победа. Противник не только отступил на север в полном порядке, но и разрушил дороги и мосты настолько основательно, что преследование стало невозможным». Вскоре, после возвращения 297-й дивизии в Албанию и переброски 118-й дивизии в Далмацию, немецкие войска оставили захваченный район. До конца октября 1943 года под контролем партизан было около двух третей территории Черногории. Это обеспечило им новый приток бойцов, в результате чего сформировали 31 партизанский батальон. В октябре 1943 года возобновил работу Главный штаб НОПО Черногории, располагавшийся теперь в Колашине.

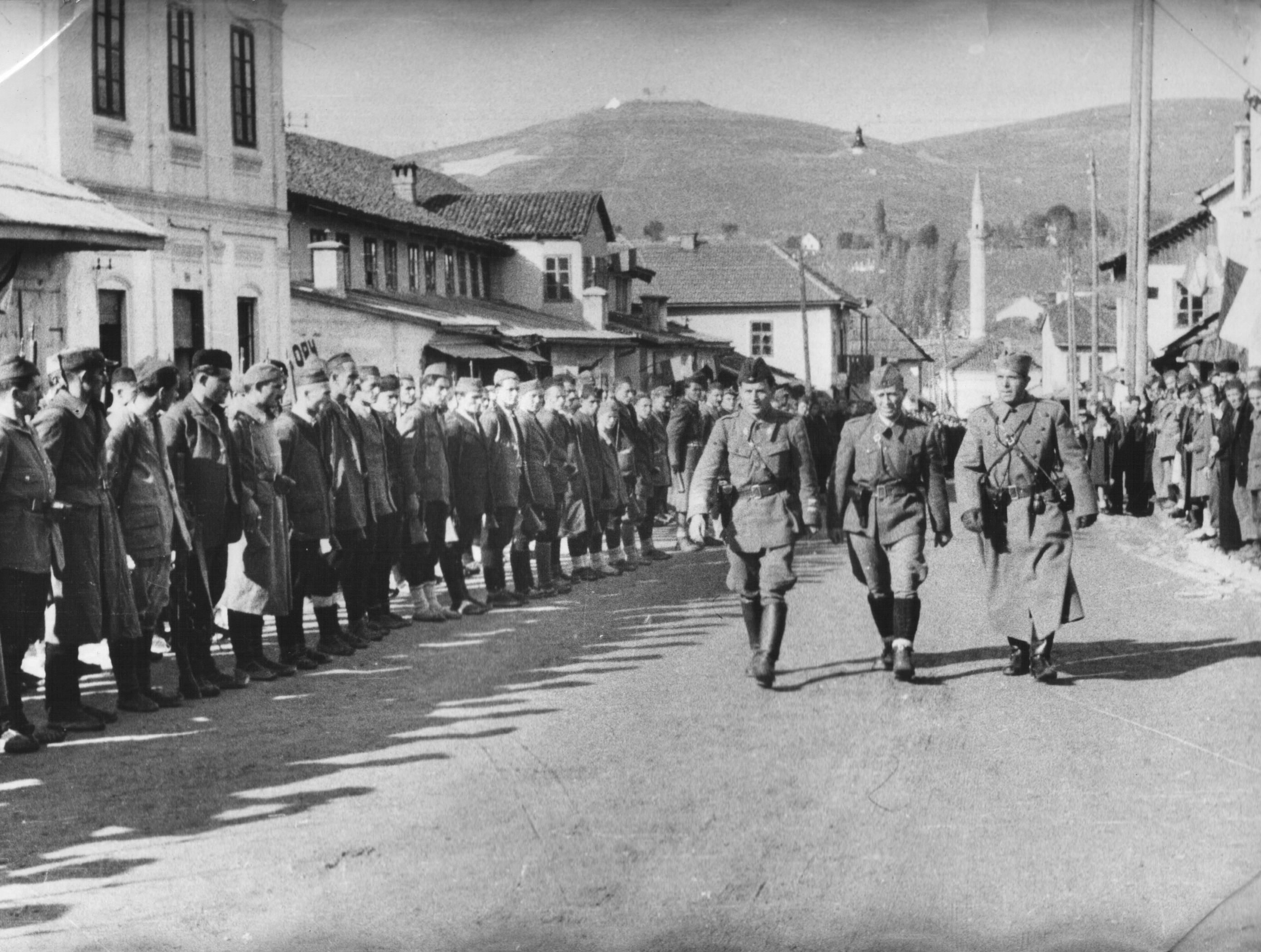
Командир 2-го ударного корпуса Пеко Дапчевич перед строем партизан, Плевля, ноябрь 1943 года

1 ноября 1943 года главнокомандующий вермахтом на Юго-Востоке генерал-фельдмаршал фон Вейхс в докладе для Верховного командования вермахта отмечал, что на тот момент самым опасным врагом на Балканах являлся Тито, который снова командовал обширной «республикой» и хорошо организованной армией из 100 тысяч бойцов. Признавая, что НОАЮ была слишком большой, чтобы её разгромить в одном наступлении по образцу операции «Шварц», фон Вейхс предложил провести ряд ограниченных операций против конкретных партизанских группировок в южной и западной частях НГХ и Северной Черногории и Санджаке.
Черногорские партизаны первыми приняли удар немецкого наступления зимы 1943/1944 года, начавшегося 3 декабря операцией «Шаровая молния». Подразделения НОАЮ, удерживавшие растянутый фронт, были полностью застигнуты врасплох внезапным нападением противника. Вместе с тем ценой самопожертвования 1-й Шумадийской и 2-й Пролетарской бригады 2-я Пролетарская и 5-я Краинская дивизии избежали окружения. В итоге, несмотря на большие партизанские потери, операция «Шаровая молния», завершилась 18 декабря 1943 года не достигнув успеха. В окружении не осталось ни одной партизанской части, ни одна из них не была уничтожена. Противнику также не удалось вынудить Верховный штаб НОАЮ отвести войска от границ Сербии.
В целом период от капитуляции Италии и до конца 1943 года был отмечен в Черногории ростом поддержки партизан, что во многом объяснялось их приверженностью праву на самоопределение народов Югославии. 15 ноября коммунисты на I сессии Земельного антифашистского веча (серб. Земаљско антифашистичко вијеће народног ослобођења Црне Горе и Боке) в Колашине провозгласили, что Черногория будет признана равноправной федеральной единицей в составе новой социалистической федеративной Югославии. Это решение было поддержано II сессией АВНОЮ в городе Яйце 29 ноября 1943, провозгласившей преобразование Югославии в федеративное государство.

## 1944 год

### От Земельного антифашистского веча до Черногорской антифашистской скупщины народного освобождения
Решения II сессии АВНОЮ, обозначившие шесть составных частей будущей федеративной Югославии, включая Черногорию, были поддержаны на II сессии ЗАВНО Черногории и Боки, состоявшейся в Колашине 16 февраля 1944 года. На III сессии ЗАВНО, проведённой в Колашине с 13 по 15 июля 1944 года, этот орган преобразовали в Черногорскую антифашистскую скупщину народного освобождения (ЧАСНО), наделённую полномочиями высшего законодательного и исполнительного органа Черногории. На сессии приняли решение, что Черногория как равноправная федеральная единица войдёт в состав Демократической Федеративной Югославии (ДФЮ). Этим решением была восстановлена государственность Черногории, упразднённая в 1918 году.

### Четники Джуришича

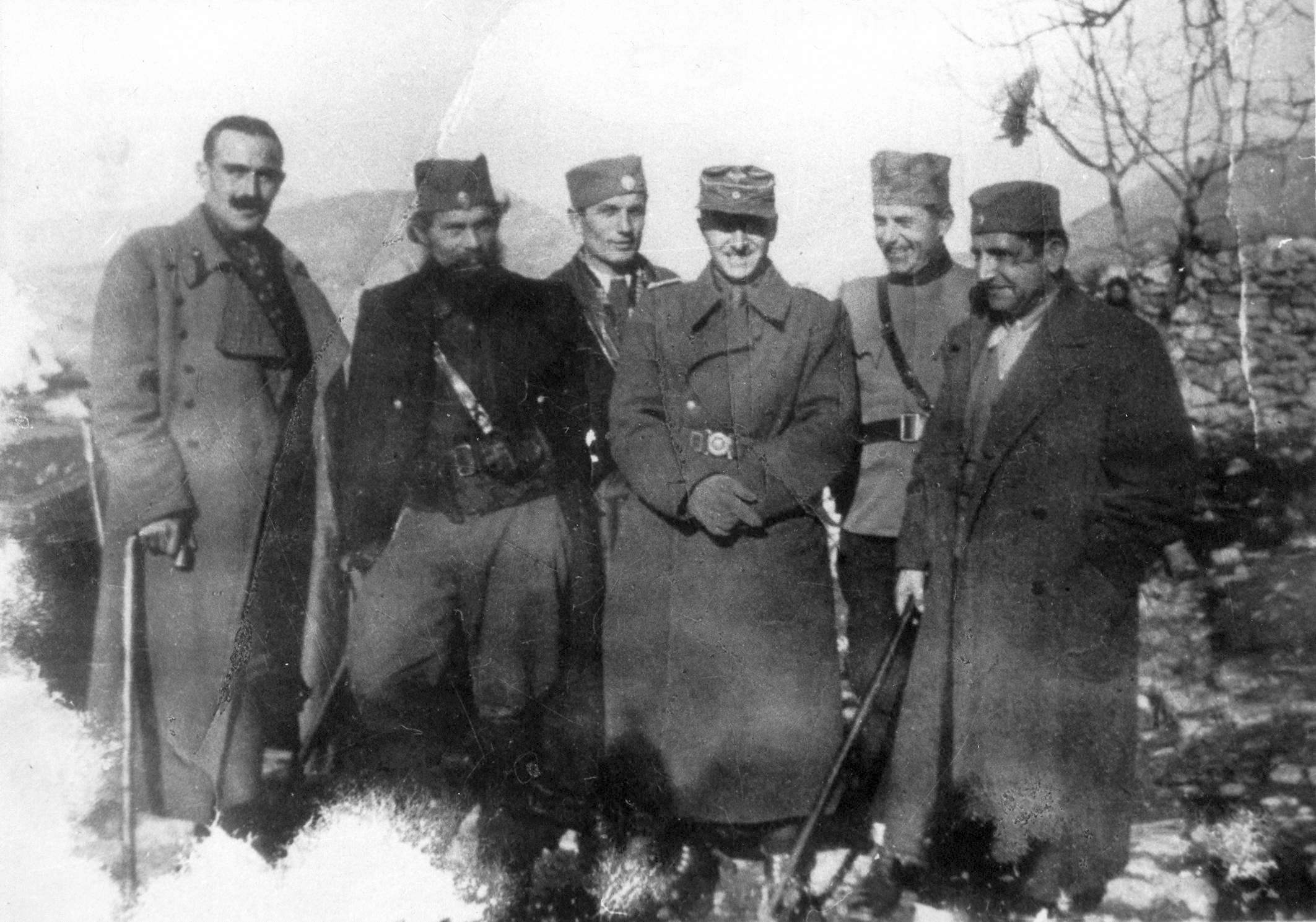
Джёрджие Лашич (первый справа) с четническими командирами и начальником административного штаба полевой комендатуры 1040 Хансом Ханке в Подгорице, весна 1944 года

После возвращения в Санджак Джуришич добился через Нойбахера освобождения из немецкого плена около 500 четников и получил некоторую помощь от Недича. В январе и марте 1944 года четники Джуришича успешно остановили продвижение партизан. В апреле им была предпринята попытка объединиться с силами Лашича. Однако это начинание сорвали партизаны, уничтожив формирования Лашича (сам Лашич погиб 5 мая 1944 года во время бомбардировки Подгорицы авиацией союзников). В июне Джуришич сформировал после переговоров с Нойбахером, Недичем и фон Вейхсом Черногорский добровольческий корпус (серб. Crnogorski dobrovoljački korpus, ЧДК) численностью от 6 тысяч до 7 тысяч бойцов. Это соединение являлось по сути частью немецких вспомогательных сил наряду с Сербским добровольческим корпусом Лётича (СДК). Вместе с тем Джуришич и его люди как своего рода часть четнического движения официально находились под командованием Михайловича, сохраняя автономную позицию и лавируя между четниками и немцами. В целом под командованием Джуришича, с учётом численности личного стостава ЧДК и других присоединившихся четников, состояло от 7 тысяч до 8 тысяч человек.

### Военные действия в Черногории весной 1944 года
Весной 1944 года военные действия 2-го ударного корпуса в Черногории направлялись против немецких линий коммуникаций, на борьбу с четниками и расширение контролируемой партизанами территории. С целью проведения операций в юго-западной части страны была сформирована Приморская оперативная группа (сербохорв. Primorska operativna grupa, сокр. POG/ПОГ) по численности примерно равная партизанской дивизии. В ответ на это черногорские националисты отрядили против неё в район к северу от Цетине свои силы, насчитывавшие более 4000 человек. Хотя ПОГ численно уступала противнику, она аковала его и обратила в «паническое бегство». В начале апреля 2-й корпус начал крупную операцию в долине Зеты с целью перерезать важнейшую транспортную артерию страны, связывающую Цетине с Никшичем и мобилизовать незадействованные людские и экономические ресурсы этого региона. В момент, когда 3-я ударная дивизия вступила в ожесточённые бои вдоль северной стороны дороги и вокруг Подгорицы, а ПОГ атаковала Даниловград, немцы неожиданно для партизан начали наступление в южной части Санджака в рамках операции с условным названием «Весеннее пробуждение» (нем. Frühlingserwachen). В ней в основном задействовались силы коллаборационистов, дополненные некоторыми немецкими мотопехотными и артиллерийскими подразделениями. Первоначально противник оттеснил растянутую 37-ю Санджакскую дивизию на левый берег Тары и взял в период 13—16 апреля Биело-Поле, Беране и Мойковац. Однако переброшенная штабом 2-го ударного корпуса с юга почти вся 3-я дивизия в течение последней недели апреля отбила все утраченные территории и вынудила немцев отменить операцию и отвести свои силы в Плевлю и Приеполе.

### Последние попытки немцев уничтожить партизанские силы (июль — август 1944 года)
После завершения операции «Весеннее пробуждение» черногорские четники пребывали в замешательстве из-за понесённых весной поражений и не проявляли активности. Немцы до середины июля ограничивались охраной своих коммуникаций и локальными действиями. При этом дорога снабжения в Никшич и его окрестности, особенно район Чево, оставалась главной горячей точкой. Учитывая важное положение Санджака, его оборону с целью недопущения партизан в Сербию немецкое командование возложило на специальную боевую группу «Леб» (нем. Kampfgruppe «Leeb»), позднее переименованную в высшее командование Черногории. Для пресечения концентрации партизан на сербской границе в районе Лима в период 18—23 июня была проведена операция «Эндлих» (нем. Endlich), в которой против 3-й ударной дивизии задействовались по меньшей мере шесть немецких батальонов. В итоге партизаны потеряли в ожесточённых столкновениях более 160 человек. Серьёзное влияние в этот период на действия 2-го корпуса в Черногории и Санджаке оказывала в условиях царившего в крае голода нехватка продовольствия и фуража: тяжёлое вооружение пришлось складировать из-за нехватки тягловых животных. Наступление в районе Рожае в середине июня, проведённое силами около трёх бригад, фактически было крупномасштабной экспедицией с целью реквизиции продовольствия. В такой обстановке командир 2-го ударного корпуса Пеко Дапчевич предложил в начале июля 1944 года ускорить прорыв в Сербию, где не было голода.
Тито согласился с предложением и выделил для выполнения этой задачи Дапчевичу три дивизии, объединённые под его командованием в так называемую Оперативную группу дивизий (ОГД). В неё вошли уже участвовавшие в первом прорыве в Сербию 2-я Пролетарская и 5-я Краинская, а также 17-я Восточно-Боснийская дивизия.
Согласно оперативному замыслу Тито и Верховного штаба, в наступлении в Сербию кроме ОГД должны были участвовать расположенный в Санджаке 1-й Пролетарский корпус (1-я Пролетарская и 6-я Ликская дивизии) и дислоцированный в Восточной Боснии 12-й Воеводинский корпус (16-я и 36-я Воеводинские дивизии). Однако, благодаря сведениям немецкой радиоразведки, командование группы армий «Е» и 2-й танковой армии располагали данными о намерениях Тито, Верховного штаба и руководства партизанских корпусов, а также расположении, составе и численности партизанских сил. Эти знания позволили немецкому командованию подготовить и провести цикл операций на трёх отдельных направлениях: в Восточной Боснии, Черногории и Санджаке, где концентрировались силы НОАЮ, предназначенные для прорыва в Сербию
Вместе с тем немецкие операции, направленные на предотвращение прорыва в Сербию, имели лишь частичный успех. В то время как двум дивизиям из состава 5-го армейского корпуса СС удалось в ходе операции «Фарш» (нем. Hackfleisch, 4—31 августа) оттеснить на юг 12-й корпус и нанести ему большие потери, предпринятая на севере Черногории 18—28 июля 1944 года операция «Сорвиголова» закончилась неудачей. Нанеся тяжёлое поражение 21-й дивизии СС, ОГД сумела оторваться от противника и продвинуться в Юго-Восточную Сербию (3 августа 1944 года). Отправив немецкую дивизию преследовать ОГД, немецкое главнокомандование на Юго-Востоке предприняло новую операцию «Рюбецаль» (12—26 августа) с целью «генеральной зачистки Черногории». На этот раз немцы расчитывали окружить и уничтожить сосредоточенные в Северной Черногории партизанские соединения до того, как они успеют вступить в Сербию. Этого результата предполагалось достичь за счёт концентрического наступления с востока силами 1-й горнопехотной дивизии, с северо-востока — силами 14-го горнопехотного полка 7-й дивизии СС «Принц Евгений» и 2-го полка дивизии «Бранденбург», а также с юга — 363-го гренадерского полка (нем. Grenadier-Regiment 363)).
Ставки были настолько высоки, что фельдмаршал фон Вейхс назвал предстоящее сражение «самой важной операцией с начала войны». Перед лицом нависшей опасности, партизаны получили приказ беречь силы, поэтому принимали бой только при крайней необходимости и выискивали слабые места в немецком кольце окружения. Таким образом 1-й Пролетарский корпус обошёл немецкий гарнизон в Плевле и, переправившись через Лим по незащищённой переправе в Прибое, к 23 августа достиг горы Златибор. 3-й ударной дивизии, преследуемой немецкой 1-й горнопехотной дивизией, пришлось отступать под огнём от Беране до восточных склонов Дурмитора. Как пишет Гай Трифкович, в течение нескольких дней казалось, что на горизонте будет ещё одна «Сутьеска». На противоположной стороне Дурмитора 12-й корпус и 6-я Ликская дивизия в это время едва держались против наступавшей 7-й горнопехотной дивизии СС. Действия 12-го корпуса сковывало большое количество раненых. Чтобы обеспечить их эвакуацию самолётами западных союзников с аэродрома в Горня-Брезне, партизаны вынуждены были стойко держать оборону и несли большие потери. Лишь отправив последний транспорт 23 августа, части 12-го Воеводинского корпуса вышли из боя, пересекли безводную Голию и «усеянную костями Зеленгору» и две недели спустя переправились через Дрину в Старом Броде. Ликская дивизия двинулась в противоположном направлении, через Тару, установив контакт с 1-м Пролетарским корпусом к концу августа, а 3-я ударная на пути в район Колашина разгромила 25 августа на плато Крново 2-й Железный полк (по другим данным 8-й) черногорского добровольческого корпуса и взяла при этом около 300 пленных четников.
26 августа немецкое командование, не решив поставленной задачи уничтожения партизанских соединений, прервало операцию «Рюбецаль» ввиду необходимости срочной переброски самых боеспособных частей на защиту восточных рубежей Сербии из-за перехода Румынии на сторону антигитлеровской коалиции. Как заключает Клаус Шмидер, «Рюбецаль» потерпела аналогичный провал, как и операция «Сорвиголова». Вследствие немецких неудач ОГД, 1-й Пролетарский и 12-й Воеводинский корпус вступили в битву за Сербию и достигли политической победы над своим главным внутриюгославским противником — ЮВуО — разбив в середине сентября наиболее важные четнические части на Еловой горе. В результате начавшегося 28 сентября наступления из Румынии войск 3-го Украинского фронта немецкие войска, сосредоточенные к тому времени в Северной и Восточной Сербии, были разгромлены и 20 октября освобождена югославская столица Белград.

### Конец федералистского движения
В сентябре 1944 года руководство «зеленашей» во главе с Крсто Поповичем, опасаясь мести четников, перешло в подполье. Поскольку к тому времени сторонники ЦФС массово вступили в ряды НОД, Крсто Попович пытался тоже вести переговоры с партизанским командованием через своего бывшего соратника генерала НОАЮ Саву Челебича, чтобы и самому переметнуться на их сторону. Однако Президиум ЧАСНО на заседании 29 сентября и 9 октября заключил, что Крсто Попович является военным преступником и с ним и его ближайшими соратниками не может быть никаких переговоров. В операциях по освобождению Цетине и черногорского побережья подразделения НОАЮ захватили многих членов руководства ЦФС, а Крсто Попович с небольшой группой своих людей укрылся в лесах. Одна незначительная группа вооружённых «зеленашей» бежала в НГХ, а оттуда в Словению. На этом федералистское движение в Черногории окончательно прекратило своё существование. Впоследствии Крсто Попович и его группа были ликвидированы после войны как преступники.

### Отход 21-го горного корпуса из Черногории
Осенью 1944 года начались бои за окончательное освобождение Черногории. Действиям 2-го ударного корпуса способствовало уменьшение численности немецких войск и деморализация коллаборационистских и четнических сил. Части Приморской оперативной группы освободили Никшич 18 сентября, Херцег-Нови 28 октября, Цетине 13 ноября, а к концу ноября — Боку Которскую и всё Черногорское Приморье, включая Улцинь. Только Даниловград, Подгорица и окрестности оставались под контролем немецкого 21-го горного армейского корпуса, стянувшего сюда свои части из Албании, Греции и Македонии. Здесь же собрались четники Джуришича. 

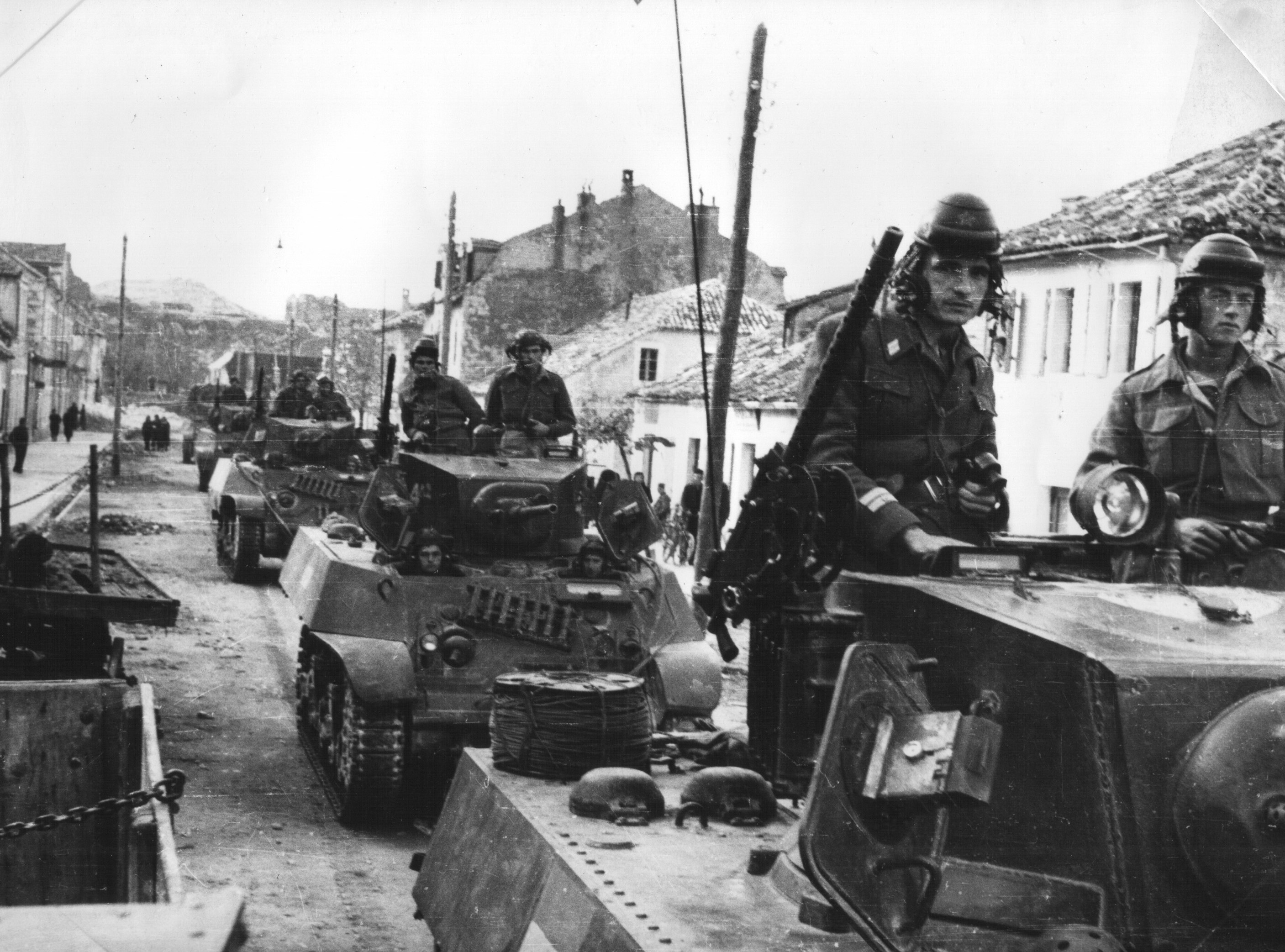
Танки 2-го ударного корпуса НОАЮ в освобождённом Никшиче, 1944 год

 В начале ноября командование 21-го ГАК планировало прорываться через Никшич и Требине в Мостар, чтобы оттуда добраться до Сараева и соединиться с группой армий «Е». Однако партизаны после десяти дней боёв в районе Даниловграда сорвали этот план своей устойчивой обороной. Теперь 21-й ГАК, насчитывавший примерно 50 000 человек, вынужден был пробиваться на соединение с частями группы армий «Е», движущимися из Косова, по единственному оставшемуся для него более длинному маршруту: узкой горной дороге в Санджак, протянувшейся к северу от Подгорицы через Колашин, каньоны Тары и Лима, Приеполе и оттуда в Вишеград и Сараево.
Верховный штаб НОАЮ понимал геостратегическое значение Санджака и уже в конце сентября 1944 года возвратил туда из Западной Сербии 37-ю Санджакскую дивизию. Без немецкой поддержки четники и ополчение фон Кремплера «просто рассеялись» и дивизия к середине октября заняла район Сьеница — Плевля — Горажде — Вишеград. Именно через этот район теперь пролегал путь отступления группы армий «Е» и её командующий Александер Лёр приложил все усилия, чтобы закрепить его за собой. Когда немцы достигли Лима в районе Приеполя, их части столкнулись с ожесточённым партизанским сопротивлением. Попытка немцев открыть дорогу через Плевлю и Ябуку в Чайниче была сорвана энергичной обороной 3-й Санджакской бригады. Две другие бригады 37-й дивизии заняли позиции вдоль восточного края дороги Сьеница — Приеполе — Прибой и перекрыли движение ночными засадами и диверсиями. 14 ноября немецкий авангард пробился в Вишеград и начал строительство понтона через Дрину. Пять дней спустя он встретился на полпути между Соколацем и Рогатицей с батальоном 7-й дивизии СС, прибывшим из Сараева. Это событие послужило сигналом начала завершающей фазы отхода 21-го корпуса. 22 ноября Лёр приказал 91-му армейскому корпусу помочь прорыву 21-го горного корпуса.

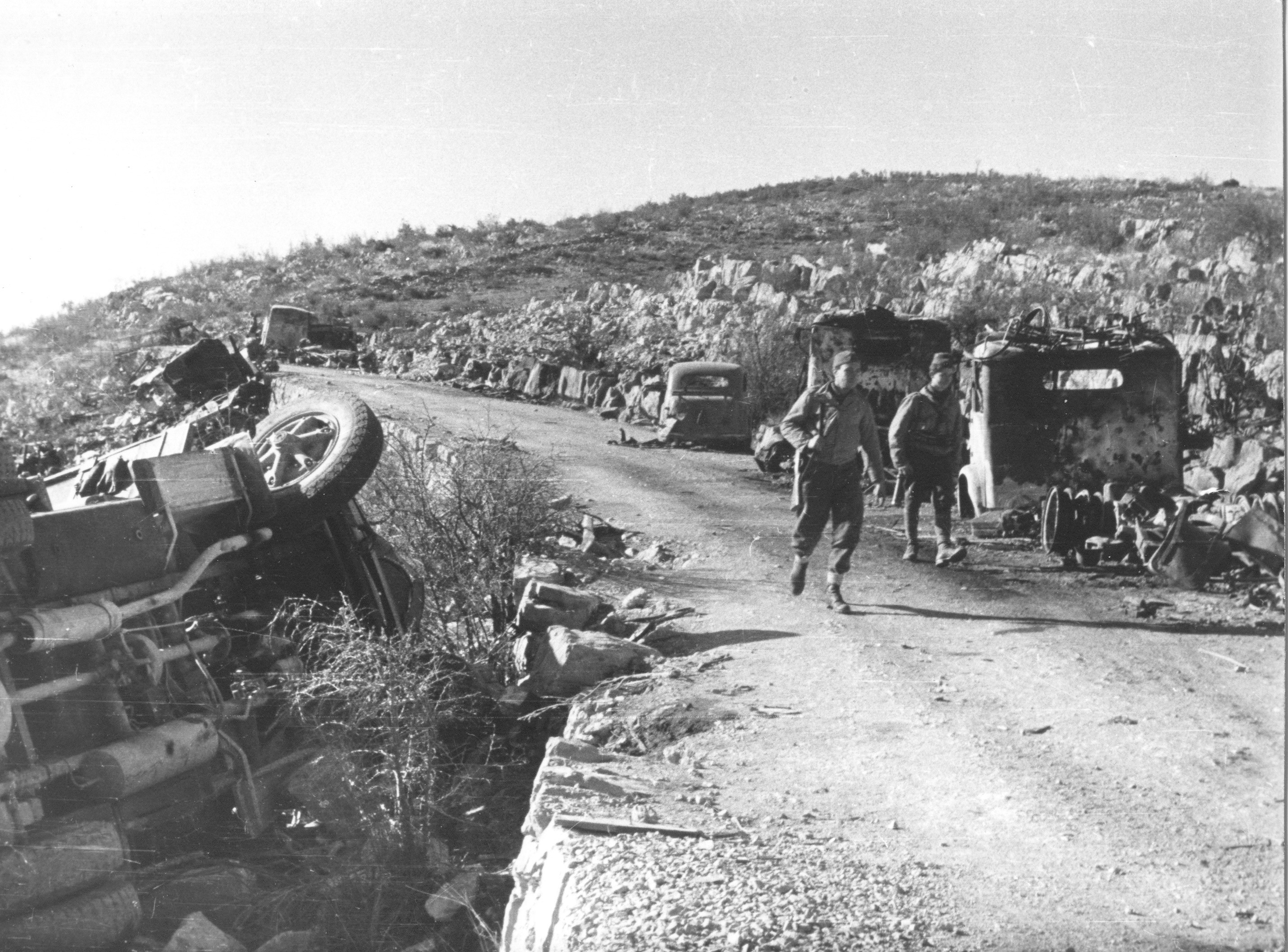
Уничтоженная немецкая техника вблизи Подгорицы

В тот же день части немецкой 297-й пехотной дивизии 21-го ГАК пересекли Морачу у Биоче и начали медленное восхождение на плато Вьетерник. 3-я ударная дивизия имела в этом секторе всего две бригады и пару орудий, но малочисленность её сил частично компенсировалась естественной прочностью оборонительной позиции. Проявляя мужество и стойкость, черногорцы держали оборону в течение почти двух недель ожесточённых боёв. К 5 декабря стойкость партизан достигла предела, так как в дополнение к боевым потерям их ряды «выкашивали» обморожения (немцы также страдали от этой проблемы, но в меньших масштабах). В этой обстановке командованию НОАЮ не оставалось ничего другого, как приказать 3-й ударной дивизии отступить и ограничить действия огневыми атаками и засадами против проходящих вражеских колонн. В это время на севере 22-я пехотная дивизия 91-го армейского корпуса заняла долину Лима между Приеполе и Биело-Поле и начала отвлекающую атаку в направлении Беране. Этот манёвр оттянул все партизанские резервы. Затем основная часть дивизии овладела 8 декабря Мойковацем. Этим путь отхода 21-го ГАК был практически расчищен. С этого момента главным врагом немцев стали самолёты западных союзников, которые бомбили их с начала кампании, если позволяли погодные условия. 19 декабря 22-я пехотная дивизия установила контакт с 297-й дивизией на полпути между Мойковацем и Колашином. В тот же день немецкий арьергард покинул Подгорицу. За исключением стычек с подразделениями 2-го ударного корпуса, который теперь включал две дивизии албанских партизан, отправленных Энвером Ходжей в знак его интернационалистской солидарноости, оставшаяся часть пути немцев к Дрине прошла в основном без происшествий. Группа армий «Е» сохраняла плацдарм на восточном берегу Дрины, пока последние конвои не отправились в Сараево в середине января 1945 года. 4 января 1945 года был освобождён последний черногорский город Биело-Поле 

## 1945 год

### Поход четников в Боснию. Сражение на Лиевче-Поле, создание и конец Черногорской народной армии
Осенью 1944 года Гражданская война против НОАЮ была четниками практически проиграна. Видя безысходность своего положения, в конце сентября группа четнических старших командиров во главе с командующим силами ЮВуО в Санджаке и Юго-Западной Сербии Воиславом Лукачевичем откололась от Михайловича и сформировала так называемую Независимую группу национального сопротивления (НГНС) численностью около 4500 человек. Ожидая «неминуемой высадки союзников», Лукачевич начал военные действия против немцев и квислинговских формирований и предложил Джуришичу совместно участвовать в операциях против немцев. Одновременно он попытался заключить перемирие с НОАЮ. Однако сотрудничество с группировкой Лукачевича не входило в планы коммунистического руководства новой Югославии. По приказу Тито 29-я Герцеговинская дивизия атаковала НГНС 25 сентября и в течение нескольких дней заняла четнический опорный пункт Билечу, а затем полностью разгромила силы Лукачевича в южной Герцеговине. Пример Лукачевича показал Джуришичу, что единственным способом спастись от мести партизан оставалось добраться до западной зоны оккупации.
Вместе с тем, подчинившись приказу Михайловича от 22 ноября 1944 года, части черногорских четников, насчитывающие около 7000 человек и около 3000 членов их семей, во главе с Павле Джуришичем последовали 6 декабря 1944 года за немецким 21-м армейским корпусом тяжёлым и изнурительным зимним маршем из Подгорицы через долины Тары и Лима, а затем через боснийские горы в Северо-Восточную Боснию. В середине февраля 1945 года крайне измотанное, неспособное к дальнейшему движению, не говоря о каких-либо серьёзных действиях, войско Джуришича прибыло на Требаву. Джуришич вскоре выяснил, что у Михайловича не было не только каких-либо устойчивых каналов связи с западными союзниками, но и плана по сохранению армии, а потому отделился от своего бывшего командира и направился со своими людьми в Словению, чтобы объединиться с четниками Джуича, Евджевича и Сербским добровольческим корпусом Лётича. Чтобы обеспечить безопасный проход через территорию НГХ, Джуришич заключил в Добое в марте 1945 года соглашение с союзником Павелича Дрлевичем, согласно которому созданное Дрлевичем в Загребе в середине 1944 года Черногорское государственное вече объявлялось высшим органом власти черногорцев в эмиграции, войско Джуришича переходило под верховное главнокомандование Дрлевича в качестве Черногорской народной армии (ЦНВ), а Джуришич становился её оперативным командующим. Как только стало ясно, что четники не собираются выполнять принятые обязательства, усташи устроили им 4—5 апреля засаду на Лиевче-Поле. В бою несколько сотен четников были убиты, а остальные сдались в плен и, предпочитая сохранить себе жизнь, вступили в ЦНВ. Джуришича и более 130 его офицеров усташи казнили в концентрационных лагерях в Ясеноваце и Стара-Градишке. Во время последующего отступления через Словению в мае 1945 года несколько сотен черногорских четников — членов ЦНВ — погибли в боях с партизанами, часть была захвачена в плен в боях, а несколько большая часть, сумевшая прорваться в Австрию, была разоружена и передана югославским войскам британскими союзниками. Наименьшее количество черногорских четников добровольно сдались партизанам на словенской земле. Югославская армия подвергла пленных массовым ликвидациям, в большинстве случаев без суда. В итоге было казнено около 3000 человек. Секула Дрлевич и ряд его командиров были схвачены и убиты в Австрии четниками их собственной армии во время мятежа, случившегося в ходе капитуляции квислинговских войск.

## Итоги
Итогом освободительной и революционной войны в Черногории в период 1941—1945 годов стало обретение ею статуса федеральной республики в составе Федеративной народной республики Югославия благодаря ключевой роли черногорских партизан, жертвам и ущербу, понесённым в борьбе с оккупантами и противниками руководимого КПЮ народно-освобобительного движения.
Послевоенная перепись населения выявила 18 573 погибших членов народно-освободительного движения Черногории, жертв фашистского террора и гражданских лиц. Это число не включало потери сторон, которых послевоенные власти считали вражескими. Однако согласно последним исследованиям, за период 1941—1945 годов в Черногории погибло или было расстреляно оккупантами 40,5 тысяч человек, что составляет около 10 % населения по состоянию на 1941 год. Около 6 тысяч детей остались сиротами, 65 тысяч потеряли кормильца. Если добавить к этим данным цифру в 95 тысяч человек, находившихся в тюрьмах и лагерях, а также жертв в рядах коллаборационистских войск и 26 тысяч инвалидов войны, то в Черногории не было ни одной семьи, которая не пережила бы утраты близких или не пострадала бы в большей или меньшей степени за четыре военных года. По данным государственной статистики, 32 % населения Черногории считались жертвами войны и оккупационного террора. Согласно демографическим оценкам если бы не было войны, то численность населения Черногории в 1945 году была бы на 80—90 тысяч человек больше, чем в 1941 году. Общие демографические потери Черногории оцениваются в около 103 тысячи человек. Ущерб от войны оценивался в 43 миллиарда 813 миллионов динаров.
По заключению историка Шербо Растодера, Черногорию в годы Второй мировой войны характеризовали сочетание сильного революционного и, в то же время, контрреволюционного движения, массового сопротивления оккупантам и одновременно сотрудничества с ними. И всё же, благодаря победившему партизанскому движению, Черногория вошла в состав федеративной Югославии «с огромным моральным капиталом», включающим самое массовое в европейском масштабе восстание 1941 года, 1850 командиров-черногорцев в различных родах войск, треть (восемь) из 23 членов Верховного штаба НОАЮ. В конце 1944 года черногорцы командовали восемью из 18 партизанских корпусов, а среди партизанских генералов на конец войны 36 % были черногорцами (доля черногорцев в населении Югославии едва превышала 2 %). В течение войны и после её окончания черногорцы были широко представлены в структуре КПЮ, а доля черногорских коммунистов в численности населения республики была выше, чем в любой другой земле Югославии.
Народно-освободительное движение на территории Черногории носило массовый характер, а всего к концу войны в подразделениях НОАЮ суммарно приняли участие около 40 тысяч черногорских мужчин и женщин. Вместе с тем война создала большой политико-идеологический раскол среди населения Черногории, поделив его на сторонников партизан и четников. Не было ни одного вопроса, по которому обе стороны имели бы хотя бы примерно схожие точки зрения. За период 1941—1945 годов потери партизан составили около 14,5 тысяч человек. Приблизительно такими же были потери черногорских четников и других коллаборационистов.
В новом послевоенном югославском территориальном устройстве Черногория пополнилась Которским заливом, который ранее никогда ей не принадлежал, а также вернула себе черногорскую половину Санджака.

### Комментарии
1. ↑  Как пишет Гай Трифкович, члены КПЮ «горячо надеялись», что вооружённая борьба с оккупантами ознаменует начало революции в Югославии. Их политика основывалась на «почти детской вере в превосходство Советского государства и его вооружённых сил»[1]. Прийдя к власти в Югославии, КПЮ направляла активные усилия на проведение радикальных преобразований по советскому образцу в экономической, социальной и культурной сферах[2].
2. ↑  Квислинг/квислинги — термин (имя нарицательное), происходящий от имени норвежского политика В. А. Квислинга, синоним коллаборациониста, обозначающий лиц, сотрудничавших с немецкими и итальянскими оккупационными войсками во Второй мировой войне[26].
3. ↑  Пирцио-Бироли доложил о выполнении задачи в «Командо Супремо» 12 августа 1941 года, за четыре дня до повторной оккупации Жабляка — последнего крупного города, находившегося в руках повстанцев[52].
4. ↑  Расизм и идеи превосходства «римской культуры» определяли отношение губернатора Пирцио Бироли к населению оккупированной Югославии, которое он считал «всего на ступень выше африканского населения». Инструкции Бироли для итальянских солдат имели недвусмысленное содержание: «Я обращаюсь ко всем вам, кто сражается на стороне «оси» на этом трудном балканском фронте. […] Вам, принёсшим тысячелетнюю римскую цивилизацию… Этот враг ответил трусливой и вероломной агрессией, убив ваших братьев. […] Они отвергают римскую цивилизацию во имя серпа и молота, они ненавидят наше расовое превосходство и превосходство наших идеалов по той же причине, по которой зло противопоставляется добру. […] Вы ведёте ту же битву, в которой сражалась латинская кровь под знаменем Льва святого Марка, а затем вместе с «легионерами Фиуме» под флагом команданте. Вы сражаетесь за Италию на Балканах, чтобы завладеть Адриатическим побережьем от Корфу до Триеста. Покажите этим варварам, что Италия, учительница и мать цивилизации, умеет наказывать также по неподкупным законам правосудия[59].
5. ↑  Краевой комитет КПЮ в Черногории, Боке и Санджаке писал: «В историческом прошлом „потурицы[серб.]“ были пятой колонной и выполняли ту же предательскую роль, которую сегодня выполняют новые предатели — пятая колонна. Вот почему в память об истреблениях „потуриц“, осуществлённых нашими предками-патриотами в те исторические и славные предрождественские ночи, пусть следующий вечер накануне рождества, 6 января 1942 года, будет отмечен знаком борьбы с пятой колонной и другими врагами народа. Это празднование народ должен провести вместе с нашими отважными партизанами путём проведения совместных сельских сходов, где они расскажут о предательской деятельности этих выродков и разъяснят, в каких формах проявляется их предательская работа»[77].
6. ↑  Согласно сведениям изданного в 1982 году Военно-осторическим институтом в Белграде Обзора Народно-освободительной армии Югославии, в конце 1941 года в Черногории насчитывалось около 20 000 бойцов[81]. Вместе с тем Гай Трифкович допускает, что это число сильно преувеличено[66].
7. ↑  Историк Стеван Коста Павлович[англ.] отмечал, что подлинность этого документа, оригинал которого не сохранился, признаётся большинством историков. В то же время он предполагал возможность фальсификации, отмечая убедительные аргументы канадского историка Люсьена Карчмара, изложенные в книге «Draža Mihailović and the Rise of the Četnik Movement, 1941—1945». New York, 1987[96]. Историк Хольм Зундхауссен[нем.], рассказывая о целях четнического движения, ссылался на инструкцию Михайловича, отмечая, что защитники четников называют её фальшивкой[97].
8. ↑  По мнению историка Йозо Томашевича, этот выбор полностью принял, а, возможно, и предложил Дража Михайлович[92].
9. ↑  В начале марта 1942 года Крсто Попович обратился с призывом к сторонникам независимости Черногории собраться под флагом Алай-Барьяк[серб.] (военный флаг Черногории до 1918 года). Из 1650 набранных добровольцев была сформирована так называемая Ловченская бригада (также называемая «крылашами») в составе четырёх батальонов, провозглашаемая первым подразделением Черногорской народной армии[109][63].
10. ↑  Черногорское крестьянство с начала восстания поддержало партизан, поставляя им бойцов и продовольствие. Однако в условиях военных лишений и голодного существование селу всё труднее было отрывать от дома молодёжь и отправлять её на дальние фронты. Интернационализм, революционные идеи партизан вступали в противоречие с патриархальными ценностями крестьян, а неизвестность исхода войны вызывали опасения за их собственность. В довершение «левый уклон» резко оттолкнул от партизан часть крестьянства на сторону их противников, особенно там, где были сильны патриархальные ограничения, сохранялись братские чувства и связи, соблюдались родоплеменные нормы[111].
11. ↑  Согласно Милаццо, когда в апреле генерал Джуканович приказал перевезти около тысячи недавно мобилизованных крестьян на грузовиках в Никшич, рекруты в последнюю минуту отказались уезжать. Это показало не только общую усталость черногорцев от войны, но и отсутствие желания многих четнических отрядов сражаться за пределами своих сёл. Четники проявляли себя как «сборище нескоординированных отрядов сельской самообороны, несмотря на все усилия четнических офицеров и политиков навязать им амбициозные и мобильные стратегии»[140].
12. ↑  Гай Трифкович пишет, ссылаясь на утверждение Милован Джиласа, что офицеров четников выманили обещанием справедливого суда, а затем казнили[156].
13. ↑  После ареста в Колашине 14 мая 1943 года Павле Джуришич был отправлен в немецкий лагерь для военнопленных в городе Стрый. Через 3 месяца ему удалось бежать. Через Венгрию и Воеводину он добрался до Суботицы, однако при переправе через Дунай в районе села Вишница[серб.] (недалеко от Белграда) был задержан патрулём сербской государственной стражи и передан немцам[162].
14. ↑  Санджак имел большое стратегическое значение из-за географического положения между НГХ, оккупированной Сербией, Черногорией и Великой Албанией. Это обусловило наряду с особым этническим составом и историей края создание здесь в 1941 года главного штаба партизанских войск, временно прекратившего свою деятельность после ухода местных отрядов весной 1942 года в Боснийскую Краину, но восстановленного в сентябре 1943 года. Главная цель верховного командования НОАЮ и его регионального штаба заключалась в превращении Санджака в базу для операций в направлении Сербии[167].
15. ↑  Немецкая служба радиоразведки перехватывала и расшифровывала радиопередачи Верховного штаба, направленные с острова Вис в штабы 1-го, 2-го, 3-го, 12-го корпусов и Главный штаб НОПО Сербии[178].
16. ↑  Уклоняясь от наступающих частей 5-го горного корпуса СС, 12-й Воеводинский корпус вместе 6-й Ликской дивизией предприняли один из самых изнурительных маршей (в общей сложности около 800 км) в истории партизанской войны в Югославии. 12-й корпус, по заключению Гая Трифковича, едва не развалился из-за болезней, крайней усталости и голода. Потеряв десятки людей убитыми и сотни отставшими, измотанные партизаны достигли к концу августа поля битвы на Сутьеске[180].
17. ↑  Согласно историку Шербо Растодеру[англ.], на заключительном этапе войны партизаны не были милосердны к своим противникам, несмотря на заявление Тито об амнистии при условии, что те вступят в ряды НОАЮ. В целом, черногорские партизаны не предоставляли им такой возможности. Этим объясняется малое число переходов четников на сторону НОАЮ. Как следствие, страх сдачи в плен побуждал четников продолжать воевать, а отдельные четнические части подтолкнул в путь в Словению и обрёк на последующие большие страдания[5]. Джуришич предлагал членам Национального комитета повлиять на семьи четников, чтобы они не отступали, за исключением тех, кому грозит «верная смерть». Но это не помогло и большое количество четнических семей отправились в путь, «где их по большей части убьют тиф, голод и суровая зима»[198].